# Германия
Герма́ния (нем. Deutschland, МФА: [ˈdɔʏtʃlant]о файле) — полное официальное название Федерати́вная Респу́блика Герма́ния (аббр. ФРГ; нем. Bundesrepublik Deutschland, аббр. BRD) — государство в Центральной Европе со столицей в Берлине. Официальный язык — немецкий — один из германских языков, в самой Германии имеющий множество диалектов.
Площадь территории составляет 357 684 км² — 62-е место в мире (8-е в Европе). Численность населения на январь 2023 года составляет 84,4 млн человек — 19-е место в мире по численности населения (1-е место в ЕС, при учёте России и Турции 3-е в Европе). Столица и крупнейший город — Берлин, другие крупные города — Гамбург, Мюнхен, Кёльн, Франкфурт-на-Майне, Дюссельдорф, Штутгарт, Лейпциг, Дортмунд и Бремен.
Расположенная в центре Европы Германия омывается водами Балтийского и Северного морей. Граничит с Данией на севере, с Польшей и Чехией на востоке, с Австрией и Швейцарией на юге и с Францией, Люксембургом, Бельгией и Нидерландами на западе.
Денежная единица — евро. Национальный домен интернета — .de.
По государственному устройству Германия является федеративным государством; в состав государства входят 16 субъектов — федеральных земель (Бавария, Баден-Вюртемберг, Берлин, Бранденбург, Бремен, Гамбург, Гессен, Мекленбург-Передняя Померания, Нижняя Саксония, Рейнланд-Пфальц, Саар, Саксония, Саксония-Анхальт, Северный Рейн — Вестфалия, Тюрингия, Шлезвиг-Гольштейн).
Форма государственного правления — парламентская республика. Пост Федерального канцлера ФРГ с 6 мая 2025 года занимает Фридрих Мерц из партии ХДС/ХСС; с 19 марта 2017 года должность Федерального президента ФРГ занимает Франк-Вальтер Штайнмайер из партии СДПГ, который выполняет представительские функции в стране.
Объём ВВП Германии за 2024 год составил 5,7 триллиона долларов США (около 69 230 $ на душу населения). Будучи мировым лидером в ряде промышленных и технологических секторов, Германия является третьим в мире экспортёром и импортёром товаров. Германия — развитая страна с очень высоким уровнем жизни (6-е место в мировом рейтинге). Она поддерживает социальное обеспечение и универсальную систему здравоохранения; охрану окружающей среды; и бесплатное высшее образование (при этом около 50 % студентов в физико-математических и химических специальностях в итоге не оканчивают учёбу, в первую очередь из-за слабых результатов).
В 2020 году страна заняла 4-е место после Японии по расходам (ППС) на НИОКР. Германия расположилась на 3-й строчке рейтинга Nature Index и получила 9-е место в рейтинге Глобального инновационного индекса за 2024 год. В стране находятся восемь из ста ключевых научно-технологических кластеров мира, лучшими из которых являются Мюнхен и Кёльн.
Германия — страна, начавшая и развязавшая две мировые войны (в обеих войнах Германия воевала против России и Польши, и убила в них более 35 миллионов польских, российских и советских граждан); а также применявшая химическое оружие.
Германия — многонациональное государство с широким этнокультурным, религиозным, расовым и национальным многообразием. Среди населения США немцы-эмигранты и их потомки составляют наибольшую долю состава населения. По состоянию на 31 декабря 2021 года, 49,7 % населения Германии исповедовало христианство, 3,5 % населения исповедовало ислам, 4,8 % населения исповедовало другие религии и 42 % населения было нерелигиозным.
Является одной из стран-основателей и членом в Европейском союзе и в ОЭСР, является членом НАТО, а также входит в «Большую семёрку».

## Этимология

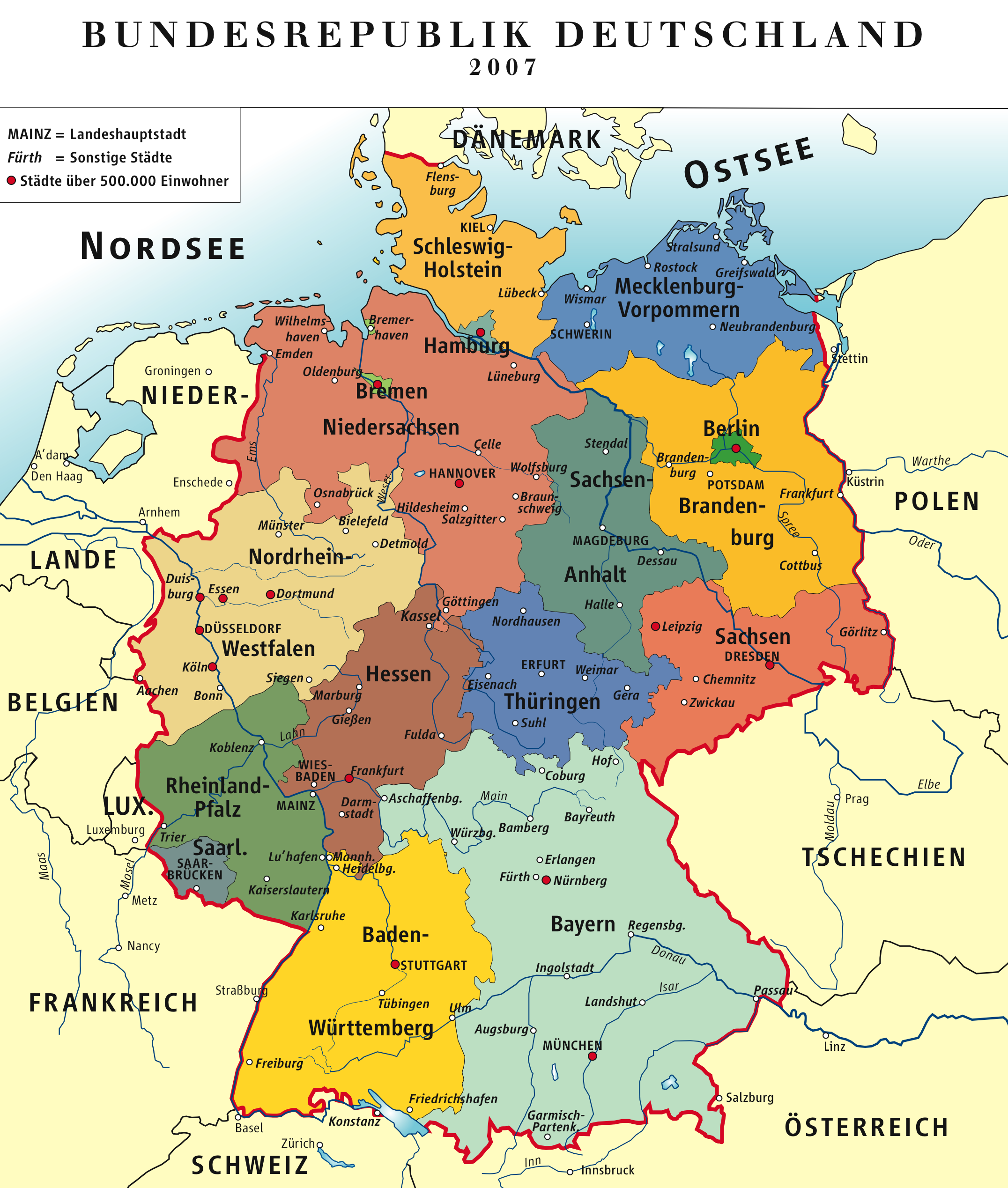
Карта Германии с городами

Русское название «Германия» происходит от латинского слова Germania, которое восходит к сочинениям античных авторов I века новой эры и образовано от этнонима «германцы» (лат. Germanus). Впервые название было употреблено Юлием Цезарем в «Записках о галльской войне» относительно племён, проживавших за Рейном. Само слово, вероятно, имеет нелатинские корни и происходит от кельтского gair («сосед»).
По-немецки государство называется Deutschland (от прагерм. Þeudiskaz). Слово Deutsch (от прагерм. Þeodisk) первоначально означало «имеющий отношение к народу» и подразумевало, в первую очередь, язык. Часть land означает «земля, страна». Современная форма написания названия страны используется с XV века.
В СССР в русском языке по отношению к государству использовалось название «Федеративная Республика Германии». Такая форма, например, использована в «Большой советской энциклопедии». После присоединения в 1990 году Германской Демократической Республики к Федеративной Республике Германия было принято решение по взаимной договорённости правительств Германии и России не склонять слово «Германия» в официальном названии государства. Правильно: «Федеративная Республика Германия» (а не «Федеративная Республика Германии»). Сокращение «ФРГ» активно использовалось в СССР и в ГДР и сегодня используется в русском языке. В самой Германии в официальном языке это сокращение (BRD) использовать не принято и употребляется лишь полная форма названия или фраза «федеративная республика» (нем. Bundesrepublik), когда понятно, что речь идёт об этой стране.
От топонима «Германия» происходят также названия астероида (241) «Германия», открытого в 1884 году немецким астрономом К. Лютером, и элемента периодической системы химических элементов германий, открытого в 1886 году немецким химиком К. Винклером.

## География

### Рельеф

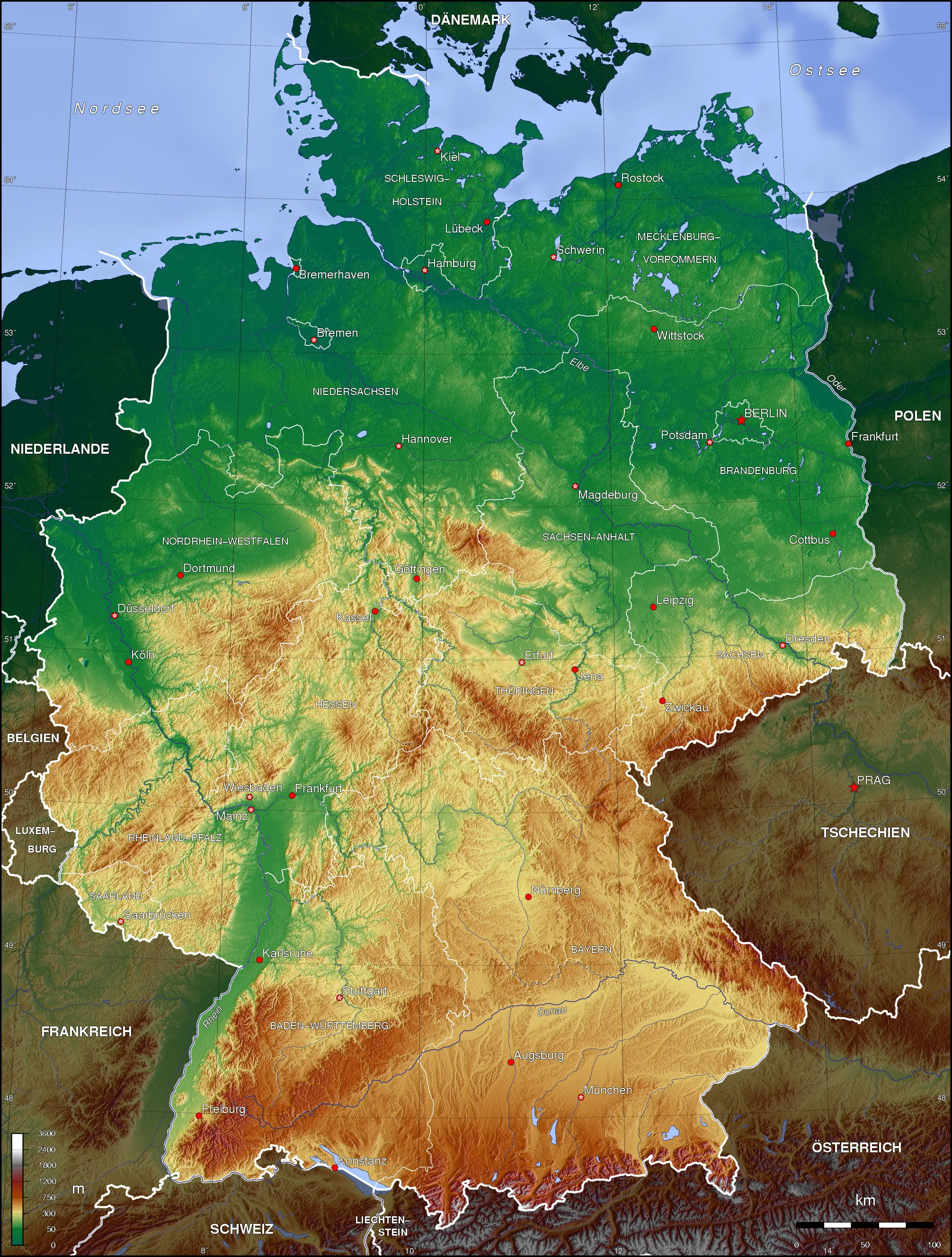
Топография Германии

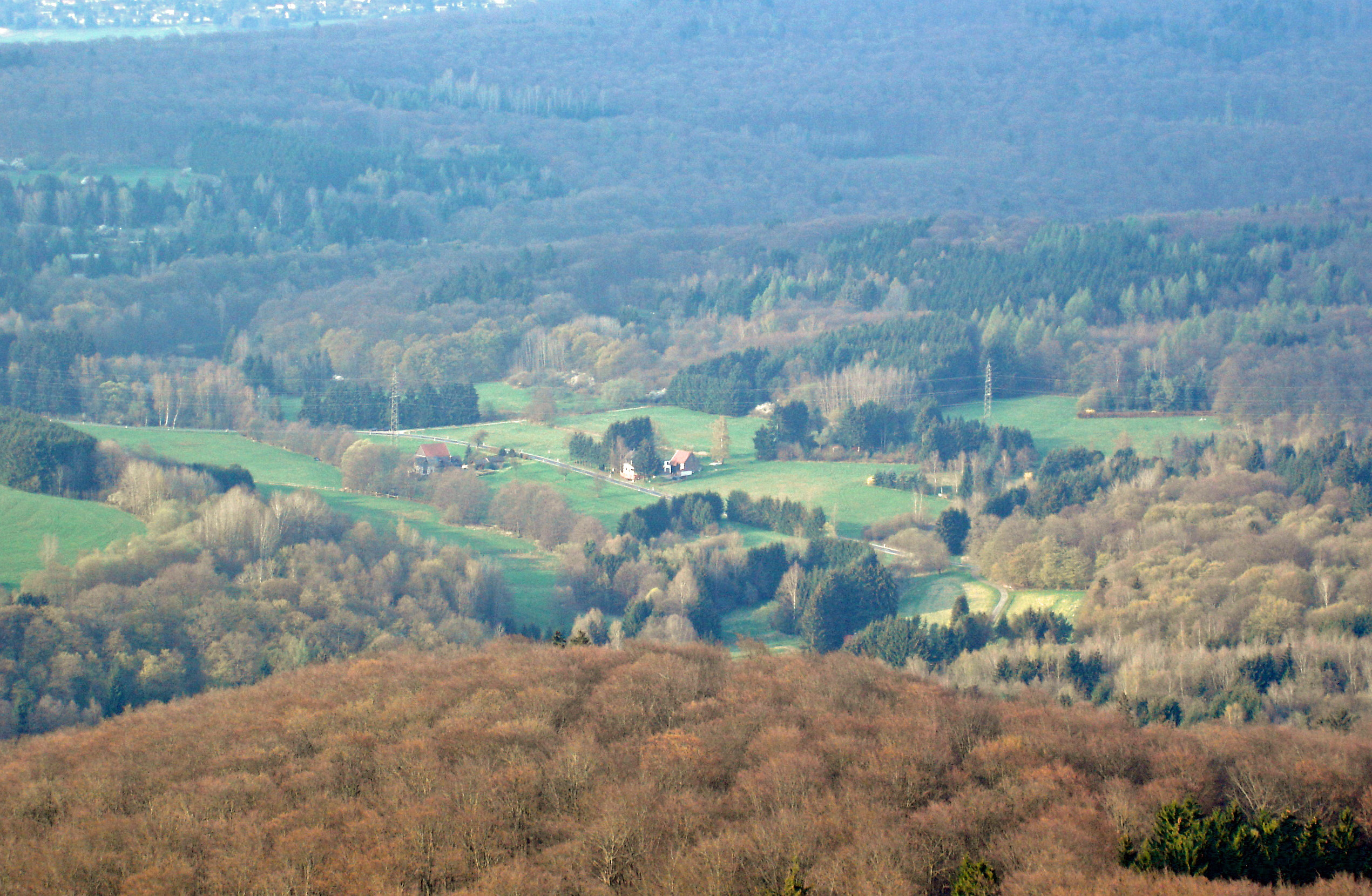
Равнины и возвышенности Германии

Северная часть Германии представляет собой сложившуюся во время ледникового периода низменную равнину (Северо-Германская низменность, самая низкая точка — Нойендорф-Саксенбанде в Вильстермарше, 3,54 метра ниже уровня моря). Поверхность Северо-Германской низменности сохранила следы древнего оледенения — цепочки невысоких моренных гряд и холмов. Западную часть низменности занимают болотистые низины — марши, образование которых вызвано опусканием платформы. В центральной части страны к низменности с юга примыкают покрытые лесом предгорья, а южнее начинаются Альпы. Самая высокая точка на территории Германии — гора Цугшпитце, 2962 метра.

### Реки и озёра
По территории Германии протекает большое количество рек, самыми крупными из которых являются Рейн, Дунай, Эльба, Везер и Одра. Реки соединены каналами, наиболее известный канал — Кильский, который соединяет Балтийское и Северное моря. Кильский канал начинается в Кильской бухте и оканчивается в устье реки Эльба. Самое крупное озеро в Германии — Боденское, площадь которого — 540 км², а глубина — 250 метров.

### Климат
Германия находится в умеренном климатическом поясе. На севере страны климат морской, южнее переходит в умеренно-континентальный. С этим связано то, что погода часто носит переменчивый характер. Посреди лета может быть тепло и солнечно, но уже на следующий день может стать холодно и пойти дождь. Представляющие опасность природные явления (сильные засухи, торнадо, штормы, сильный мороз или жара) относительно редки.
Средние температуры июля — от +22 °C в долинах до +14 в горах. Средние температуры января — от +4 в долинах до −5 °C в горах. Среднегодовая температура — +5…+10 °C.
Самая низкая температура в Германии составила −46 °C. Такой показатель был зарегистрирован в XX веке на юге страны, в горной её части на высоте 1601 метра над уровнем моря в районе с координатами около 47º с. ш. и 12º в. д. у озера Фунтензе.

### Особо охраняемые природные территории
В Германии насчитывается 14 национальных парков, 19 биосферных резерватов, более 100 природных парков и множество других охраняемых природных территорий и памятников природы.

## История

### Доисторическое время
Примерно 11 млн лет назад на территории современной Восточной Германии проживали представители вымершей ветви человекообразных обезьян, которые, по предположению учёных, сыграли важную роль в появлении рода Homo — Danuvius guggenmosi.
Древнейшие находки, относящиеся к появлению человека на территории современной Германии, уходят вглубь истории на 600 000 лет. Первая ископаемая находка, не относящаяся к современному человеку, была обнаружена в долине Неандерталь.
Такие же свидетельства существования первобытных людей были найдены в Швабии, в том числе флейты возрастом 42 000 лет, которые являются старейшими из когда-либо найденных музыкальных инструментов, Человеколев и Венера из Холе-Фельс возрастом 41 000 лет. Диск из Небры, созданный в европейский энеолит, был также найден на территории Германии.

### Историческое время
Первые упоминания о древних германцах появились в трудах древних греков и римлян. Одно из первых упоминаний о германцах относится к 98 году. Оно было сделано римским летописцем Тацитом (лат. Tacitus). Вся территория современной Германии к востоку от Эльбы (славянской Лабы) до X века была заселена славянскими племенами. (см. подробнее: полабские славяне). К XII—XIV векам эти земли постепенно вошли в состав тех или иных немецких государственных образований, составлявших так называемую Священную Римскую Империю. По мере пребывания этих территорий в составе немецких государств за несколько столетий местные славяне постепенно практически полностью были ассимилированы немцами. Этот процесс растянулся до позднего Средневековья и начала нового времени, а местами, с последним, ещё не до конца ассимилированным славянским народом Германии — лужичанами, длится до сих пор.

Карта расселения древних германских племён

После распада Римской империи в Западной Европе образовалось Франкское государство, которое спустя три века, при Карле Великом, превратилось в империю (800 год). Империя Карла охватывала территории ряда современных государств, в частности Германии. Однако империя Карла Великого просуществовала недолго — внуки этого императора поделили её между собою, в результате чего образовались три королевства — Западнофранкское (впоследствии Франция), Восточнофранкское (впоследствии Германия) и Срединное королевство (вскоре распавшееся на Италию, Прованс и Лотарингию).

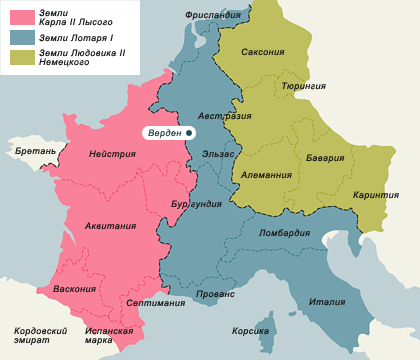
Карта Франкской империи после Верденского договора 843 года

Традиционно датой основания Германского государства принято считать 2 февраля 962 года: в этот день восточнофранкский король Оттон I был коронован в Риме и стал императором Священной Римской империи; эта империя представляла собой сперва феодальное государство, но позднее она превратилась в конфедерацию независимых государств, каждое из которых имело свою армию и чеканило свою монету. К XIV—XV вв. бывшие племенные герцогства Франкония и Швабия распались на множество графств, прелатств, вольных городов, рыцарских и крестьянских округов, в Баварии и Саксонии, наоборот сильная власть герцогов вновь восстановилась. Во главе Священной Римской империи стоял император, избиравшийся советом курфюрстов, имелся орган, представлявший земли, — Рейхстаг (нем. Reichstag). Многие земли являлись сословными монархиями.

Священная Римская империя германской нации

Такое положение сохранялось до 1806 года, когда под давлением Наполеона I было прекращено существование Священной Римской империи и её император стал носить только титул императора Австрии. Количество немецких государств значительно сократилось, был создан Рейнский Союз, который также являлся конфедерацией, состоявшей из независимых земель. Во главе Рейнского Союза стоял Федеральный Президент, которым являлся Император французов, орган представлявший отдельные земли — Бундестаг (нем. Bundestag).

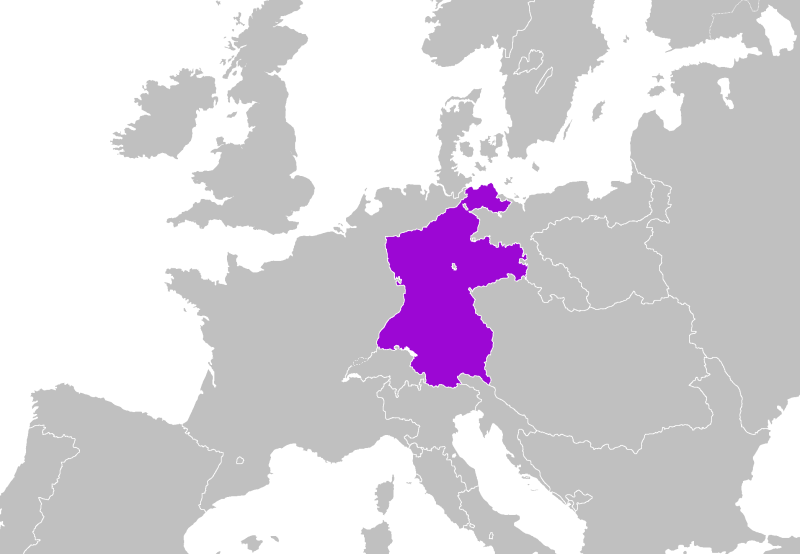
Рейнский союз

Венский конгресс способствовал дальнейшему объединению немецких государств, в результате чего из 38 германских государств образовался Германский союз, который также оставался конфедерацией независимых земель. Во главе Германского Союза стоял Федеральный Президент, которым являлся Кайзер Австрийской Империи из династии Габсбургов, органом, представлявшим земли, являлся Бундестаг. Началось преобразование монархических немецких государств из абсолютных монархий в конституционные — преобразование ландтагов из нерегулярных собраний представителей в постоянные цензовые парламенты.

Германский союз

После революции 1848 года, стал назревать конфликт между наращивающей своё влияние Пруссией и Австрийской империей. Это привело к войне 1866 года, в которой Пруссия одержала победу и присоединила ряд немецких княжеств. Германский союз распался.
10 августа 1866 года был создан Северогерманский союз — федеративное государство с формой правления в виде конституционной монархии, была создана единая армия и единая денежная система. В 1867 году была принята конституция Северогерманского Союза, учредившая Федеральный Совет (нем. Bundesrat), формировавшийся главами земель, и Рейхстаг (нем. Reichstag), избиравшийся народом, по мажоритарной системе в 2 тура сроком на 3 года, в качестве законодательных органов, и должность Государственного Президента (нем. Reichspräsident), которым являлся король Пруссии в качестве главы государства. Мажоритарная избирательная система в 2 тура способствовала возникновению многопартийной системы, самой влиятельной партией стала сначала Национал-либеральная партия в северо-западных провинциях Пруссии, Немецкая консервативная партия в северо-восточных провинциях, Немецкая партия центра — в южных государствах союза. 10 декабря 1870 года рейхстаг переименовал Северогерманский Союз в Германскую империю (нем. Deutsches Reich), а президента Северогерманского Союза — в германского императора (нем. Deutscher Kaiser).

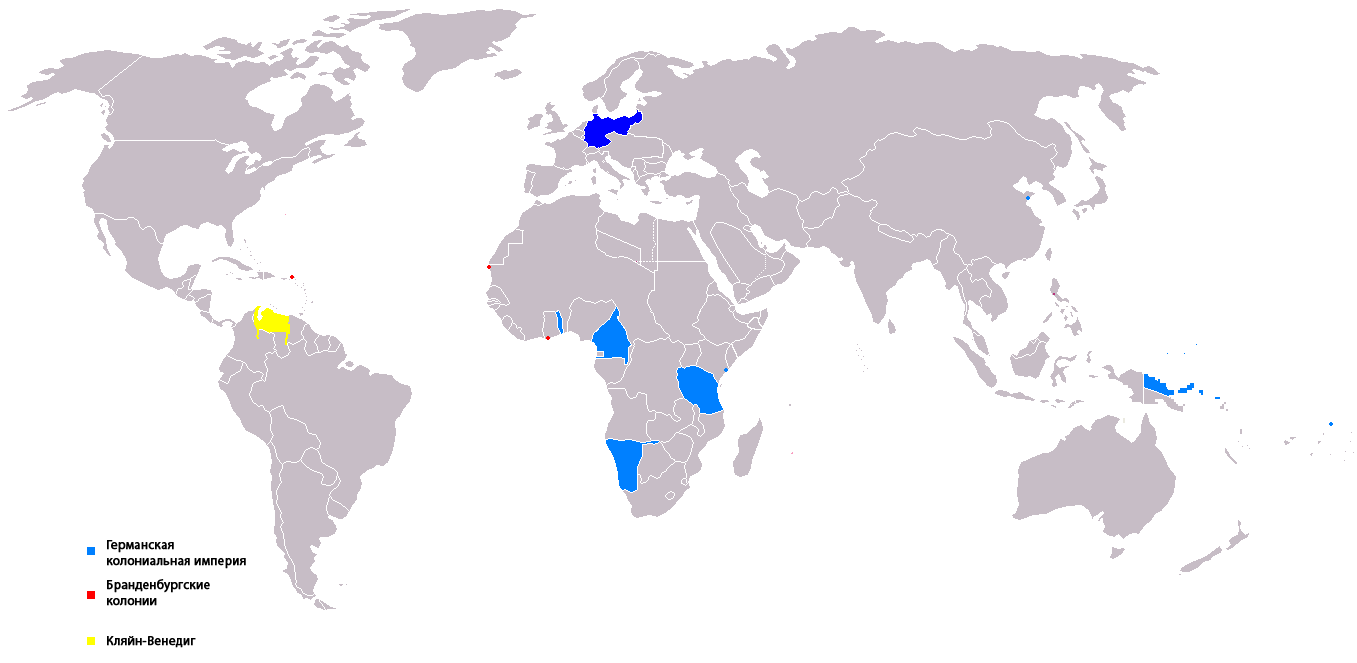
Германская империя и её колонии

Рост национального самосознания немцев привёл к расцвету немецкой культуры, науки и философии. В XIX веке в Германии творили такие прославленные деятели, как композитор Рихард Вагнер, философ Фридрих Ницше, экономист Карл Маркс, писатель Генрих Гейне, физики Генрих Герц и Макс Планк, помимо многих других. Немцы Карл Бенц и Готлиб Даймлер изобрели автомобиль.
В 1914 году Германия вступила в Первую мировую войну. 4-9 ноября 1918 года Германию охватило антимонархическое восстание, восставшие стали на уровне предприятий формировать рабочие советы (arbeiterrat). 9 ноября король Пруссии бежал в Нидерланды, где вскоре отрёкся от престола, Германская Империя была провозглашена Германской Социалистической Республикой, 10 ноября Общее собрание берлинских рабочих и солдатских советов (Vollversammlung der Berliner Arbeiter- und Soldatenräte), избрало временные органы государственной власти — Исполнительный совет рабочих и солдатских советов Большого Берлина (Vollzugsrat des Arbeiter- und Soldatenrates Groß-Berlin) и Совет народных уполномоченных (Rat der Volksbeauftragten), последний состоял из представителей СДПГ и недавно отколовшейся от неё более левой Независимой социал-демократической партии Германии, председателями Совета народных уполномоченных (Vorsitzende des Rates der Volksbeauftragten) стали социал-демократ Фридрих Эберт, Филипп Шайдеман и независимый социал-демократ Гуго Газе. 16-21 декабря 1918 года на прошедшем Имперском конгрессе рабочих и солдатских советов для принятия конституции было принято решение созвать II Немецкое Национальное Собрание, в качестве временного парламента был избран Центральный совет Германской Социалистической Республики (Zentralrat der Deutschen Sozialistischen Republik) и утверждён состав Совета народных уполномоченных. 19 января 1919 года прошли выборы во II Немецкое Национальное Собрание, первое место на котором заняла СДПГ и 10 февраля 1919 г. был принят Закон о временной имперской власти, согласно которому законодательными органами стали Комитет Государств (Staatenausschuss), избираемый земельными правительствами, и Национальное Собрание, избираемое народом, главой государства — Имперский президент, избираемый Национальным Собранием, исполнительным органом — Имперское министерство (Reichsministerium), назначаемое Имперским президентом, состоящее из Имперского премьер-министра (Reichsministerpräsident) и имперских министров.
28 июня 1919 года в Версале был подписан договор о мире между Францией, Великобританией и США с одной стороны и Германией с другой, согласно которому фактически констатировалось поражение последней в Первой мировой войне. При этом Германия утрачивала значительные территории. Западная Пруссия и г. Познань отошли к Польше; Эльзас к Франции; Эйпен — Бельгии; Саар, Мемельланд и г. Данциг были переданы под управление Лиги Наций; из Рейнской Провинции были выведены германские воинские формирования, вследствие чего была предпринята попытка полностью отделить её от Германии.

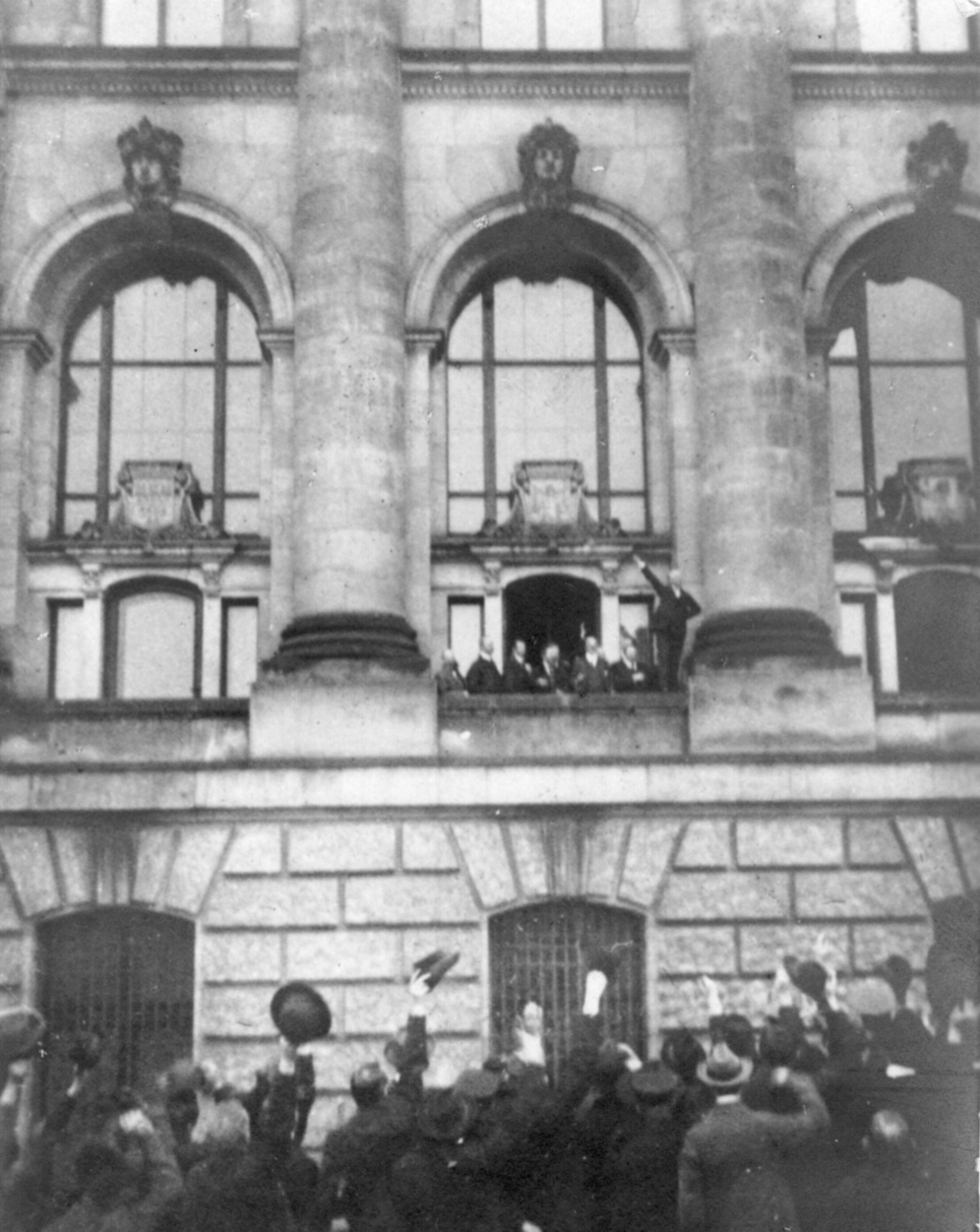
Филипп Шейдеман провозгласил республику в ноябре 1918 года

30 июня 1919 г. в городе Веймар II Немецкое учредительное собрание приняло Конституцию, установившую децентрализованную демократическую республику. Образовалось новое государство под названием Германская республика (нем. Deutsche Republik) или, исходя из места принятия конституции — Веймарская республика. Монархия была упразднена, главой государства становился президент (нем. Reichspräsident), избиравшийся народом в 2 тура сроком на 7 лет, при возможности переизбрания. Осуществлявшее исполнительную власть правительство (нем. Reichsregierung), канцлера (нем. Reichskanzler) и министров (нем. Reichsminister), несло политическую ответственность перед нижней палатой парламента — рейхстагом (Reichstag), избиравшейся народом по пропорциональной системе сроком на 4 года (верхняя палата получила название рейхсрат (Reichsrat)). Пропорциональная избирательная система способствовала сохранению многопартийной системы, самой влиятельной партией стала Социал-демократическая партия Германия (СДПГ), занявшая эту позицию ещё в конце монархического периода, поддерживавшая Конституцию 1919 года, второй по влиянию стала Немецкая национальная народная партия (НННП), созданная путём объединения Немецкой консервативной партии и Свободной консервативной партии, голосовавшей против Конституции 1919 года и выступавшая за сильную президентскую власть, третьей по влиянию — Немецкая партия центра (НПЦ), поддерживавшая Конституцию 1919 года, большое влияние получила Коммунистическая партия Германии (КПГ), левее СДПГ, выступавшая за власть рабочих советов, некоторое влияние имели Немецкая народная партия (ННП) (левее НННП, правее СДПГ, поддерживала Конституцию 1919 года) и Немецкая демократическая партия (НДП) (правее СДПГ, левее НПЦ, поддерживала Конституцию 1919 года). НДП, ННП, НПЦ могли обычно образовывали коалицию либо с СДПГ, либо с НННП.
В конце 1920-х — начале 1930-х гг. набрала влияние Национал-социалистическая немецкая рабочая партия (НСДАП) под руководством Адольфа Гитлера, являвшаяся ещё правее НННП и вытеснившая её. 14 июля 1933 года в Германии была установлена однопартийная система — все партии кроме НСДАП (к которой на тот момент принадлежал канцлер) были запрещены.

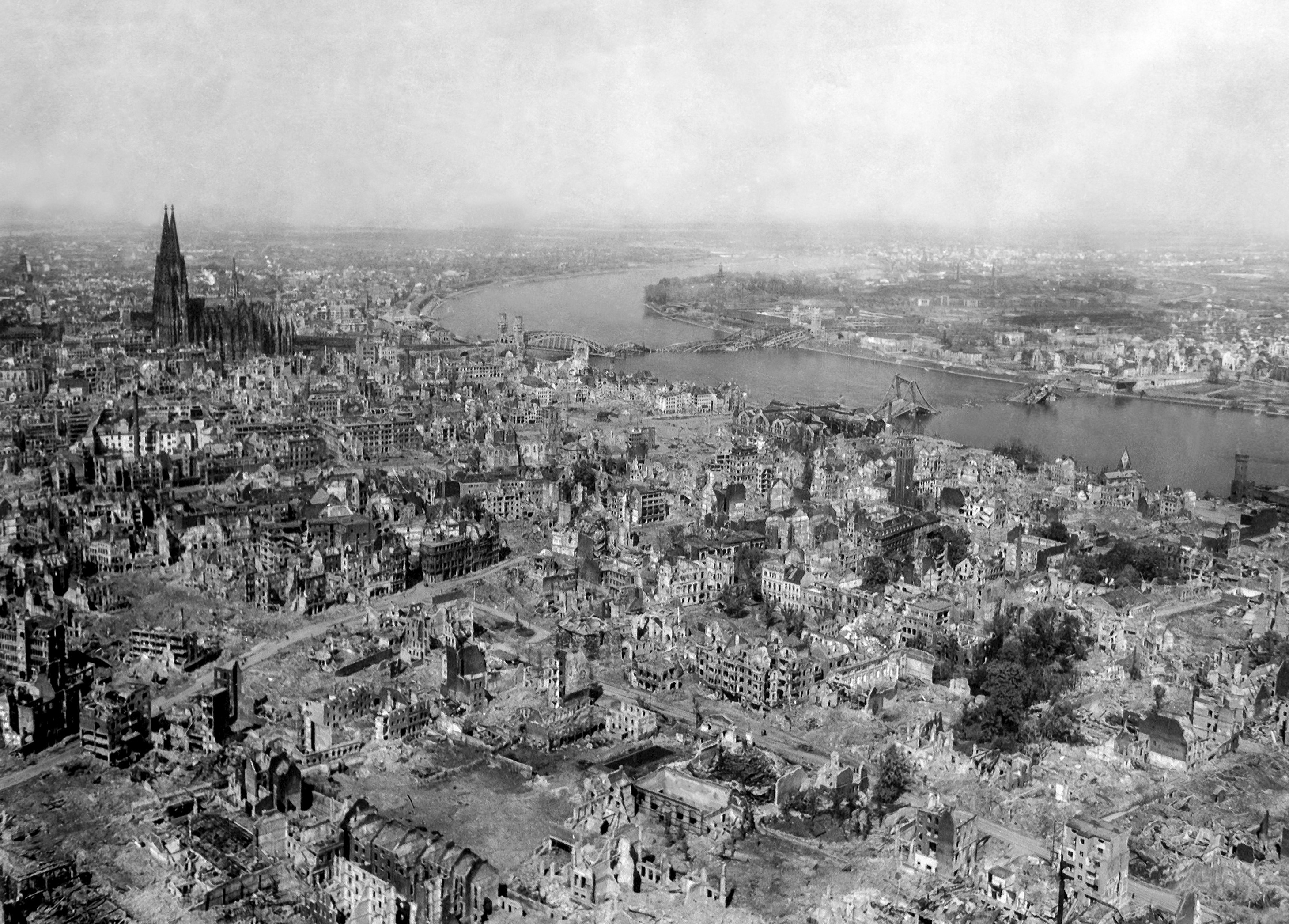
Кёльн. 1945 год

После поражения Германии во Второй мировой войне в 1945 году страна была оккупирована: в восточных землях и провинциях находилась советская армия, в северо-западных — британская, в юго-западных — французская, в южных — американская, при этом к СССР переходила меньшая часть Восточной Пруссии, а Польше — практически вся Силезия, Задняя Померания и большая часть Восточной Пруссии. НСДАП была запрещена, её правительство было отстранено, однако новое общегерманское правительство долгое время не образовывалось. 8 мая 1949 года сформированный ландтагами Парламентский совет (Parlamentarischer Rat) принял, а 23 мая ввёл в силу Основной закон Федеративной Республики Германии (ФРГ), признанный землями западных зон оккупации. Демократия была восстановлена. Главой государства оставался президент (Bundespräsident), избиравшийся коллегией выборщиков, состоявшей из депутатов и делегатов земель. Правительство, назначавшееся президентом, несло ответственность перед Бундестагом (Bundestag), избиравшимся народом по смешанной системе (верхняя палата получила название Бундесрат (Bundesrat)). Большие полномочия также получили земли. Смешанная избирательная система привела к появлению отдельных тенденций к двухпартийной системе: если в веймарский период СДПГ и НПЦ были союзниками, то в боннский период, после падения влияния Немецкой консервативной партии (преемника НННП) и КПГ, СДПГ и Христианско-демократический союз (занявший нишу НПЦ) стали основными соперниками, а возникшая вместо ННП и НДП Свободная демократическая партия (СвДП) входила в коалицию то с одной то с другой.

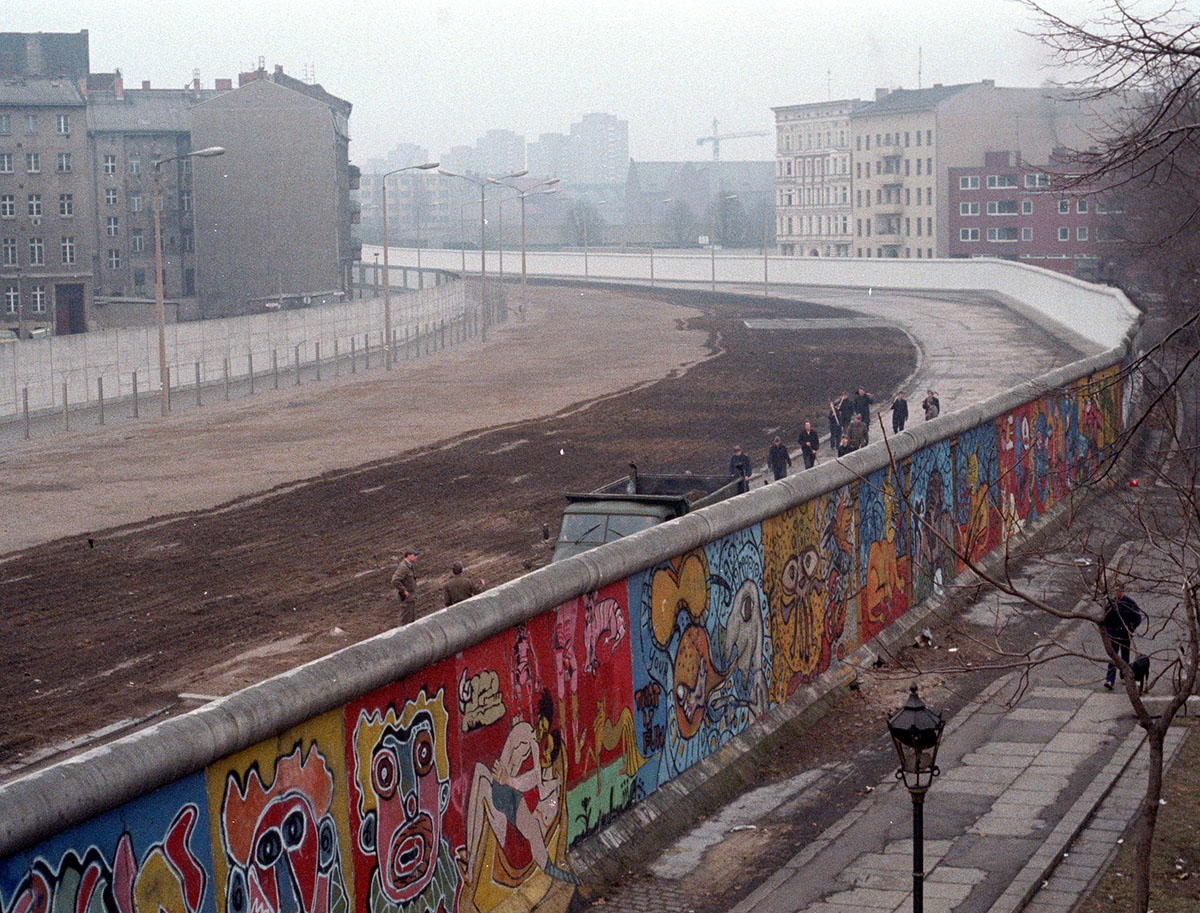
Берлинская стена

Данная конституция не была признана ландтагами 5 восточных земель и районными собраниями представителей восточных районов Берлина, в которых преобладали представители Социалистической единой партии Германии (СЕПГ, возникла в результате объединения Коммунистической и Социал-демократической партий), представители которых не были приглашены в Парламентский совет. Вместо этого 7 октября 1949 года там была введена в действие собственная конституция и избран собственный президент, в следующем году был сформирован собственный двухпалатный парламент, образовано собственное правительство, что положило начало ещё одному немецкому государству — Германской Демократической Республике (ГДР). В том же 1949 году руководство в СЕПГ взяла в свои руки марксистско-ленинская группировка, были введены безальтернативные выборы (СЕПГ, и другие партии — Христианско-демократический союз, Либерально-демократическая партия, Национально-демократическая партия и Демократическая крестьянская партия выдвигали единый и единственный избирательный список), в 1952 году произведена советизация страны (упразднено земельное деление, была национализирована промышленность), в 1956 году ГДР вступила в просоветскую военную Организацию варшавского договора. В 1961 году была построена Берлинская стена вокруг не контролируемого властями ГДР Западного Берлина.
Лишь в 1989 году в результате отстранения марксистско-ленинской группировки от руководства СЕПГ безальтернативные выборы были заменены альтернативными, а 3 октября 1990 года действие Основного закона ФРГ было распространено на восточные земли и ГДР прекратило существование.
После объединения Германии СЕПГ была переименована в Партию демократического социализма (ПДС) и стала общегерманской, а в 2007 году она объединилась с частью левого крыла СДПГ в партию «Левые», усилилось влияние Партии зелёных, с последней СДПГ стала образовывать коалицию, вновь стали возникать большие коалиции между СДПГ и ХДС, нишу правее ХДС с 2010-х гг. заняла партия «Альтернатива для Германии» (АдГ).
ФРГ имеет дипломатические отношения с Российской Федерацией, которые были установлены с СССР в 1955 году (ГДР с СССР — в 1949 году).

## Административное деление
Германия — государство с федеративным устройством; в составе 16 равноправных субъектов — земель (Land)
| Земля                                   | Столица     | Немецкое название земли      | Немецкое название столицы |
| --------------------------------------- | ----------- | ---------------------------- | ------------------------- |
| 1. Баден-Вюртемберг                     | Штутгарт    | Baden-Württemberg            | Stuttgart                 |
| 2. Свободное государство Бавария        | Мюнхен      | Freistaat Bayern             | München                   |
| 3. Берлин                               | Берлин      | Berlin                       | Berlin                    |
| 4. Бранденбург                          | Потсдам     | Brandenburg                  | Potsdam                   |
| 5. Свободный ганзейский город Бремен    | Бремен      | Freie Hansestadt Bremen      | Bremen                    |
| 6. Свободный и ганзейский город Гамбург | Гамбург     | Freie und Hansestadt Hamburg | Hamburg                   |
| 7. Гессен                               | Висбаден    | Hessen                       | Wiesbaden                 |
| 8. Мекленбург-Передняя Померания        | Шверин      | Mecklenburg-Vorpommern       | Schwerin                  |
| 9. Нижняя Саксония                      | Ганновер    | Niedersachsen                | Hannover                  |
| 10. Северный Рейн — Вестфалия           | Дюссельдорф | Nordrhein-Westfalen          | Düsseldorf                |
| 11. Рейнланд-Пфальц                     | Майнц       | Rheinland-Pfalz              | Mainz                     |
| 12. Саар                                | Саарбрюккен | Saarland                     | Saarbrücken               |
| 13. Свободное государство Саксония      | Дрезден     | Freistaat Sachsen            | Dresden                   |
| 14. Саксония-Анхальт                    | Магдебург   | Sachsen-Anhalt               | Magdeburg                 |
| 15. Шлезвиг-Гольштейн                   | Киль        | Schleswig-Holstein           | Kiel                      |
| 16. Свободное государство Тюрингия      | Эрфурт      | Freistaat Thüringen          | Erfurt                    |

Земли делятся на районы (нем. Kreis) и внерайонные города (нем. Kreisfreie Stadt), земли Гамбург и Берлин — на городские округа (нем. Bezirk), районы делятся на города (нем. Stadt) и общины (нем. Gemeinde), внерайонные города — на городские районы (нем. Ortschaft), округа земель Гамбург и Берлин на кварталы (нем. Ortsteil), города, общины, округа и кварталы делятся на жилые территории (нем. Wohngebiet). В пяти землях существует промежуточное звено между землёй и районом — административный округ (нем. Regierungsbezirk).

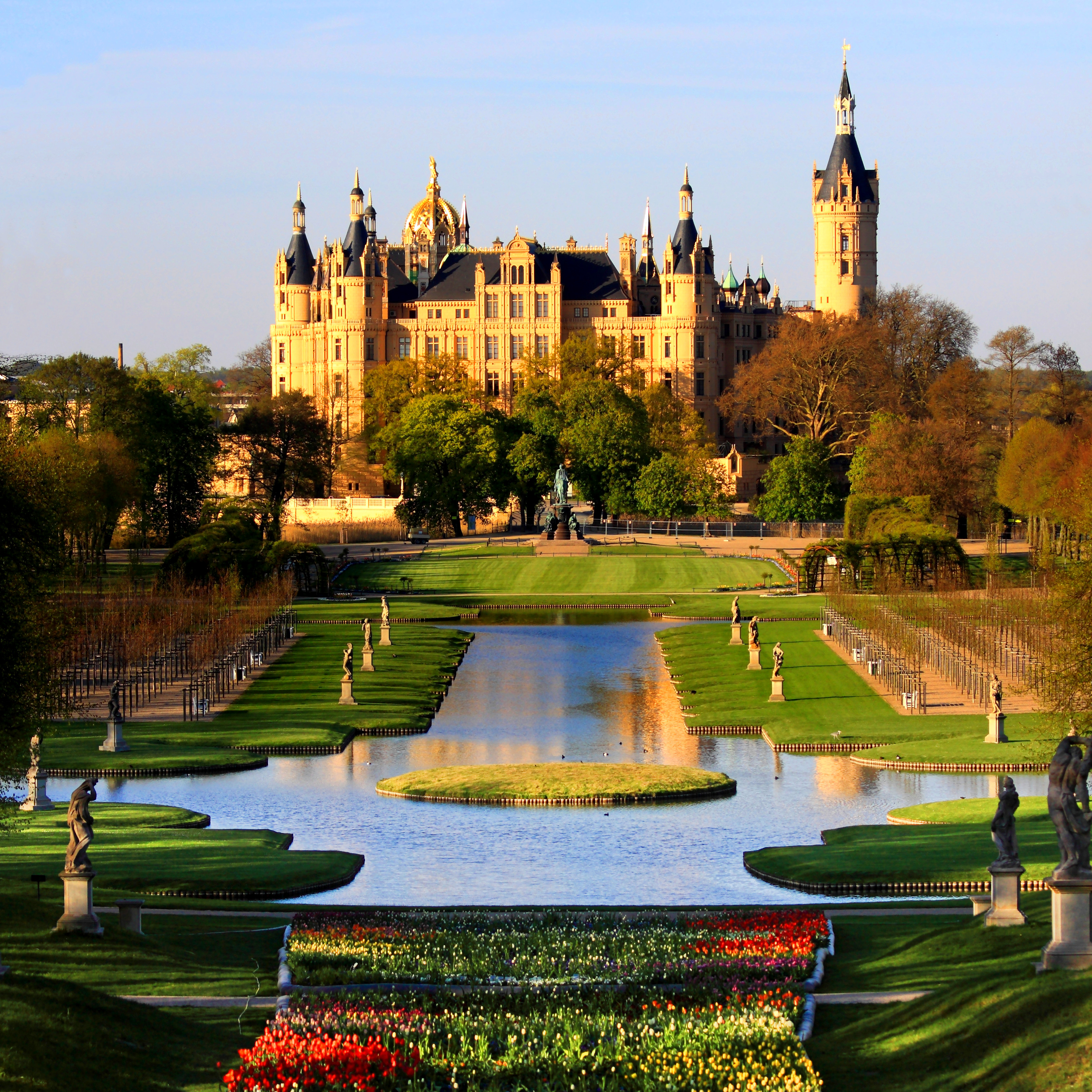
Шверинский замок, Парламент Мекленбурга-Передней Померании (ландтаги)

Законодательными органами земель являются — ландтаги (Landtag), в Гамбурге и Бремене — бюргершафты (Bürgerschaft), в Берлине — палата депутатов, избираемые населением; исполнительными органами — земельные правительства (Landesregierung) (в Бремене, Гамбурге и Берлине — сенаты (Senat)), каждый из которых состоит из земельного премьер-министра (Landesministerpräsident) (в Берлине — Правящего Бургомистра, в Гамбурге — Первого Бургомистра) и земельных министров (Landesminister) (в Берлине, Бремене и Гамбурге — сенаторов), назначаемых ландтагами. Каждая земля имеет земельную конституцию и может по определённым вопросам принимать земельные законы.
Представительными органами районов являются крейстаги (Kreistag), избираемые населением, исполнительными органами — районные комитеты (Kreisausschuss), каждый из которых состоит из ландрата (Landrat) и членов районного комитета, в Рейнланд-Пфальце существуют также районные правления (Kreisvorstand), состоящие из ландрата и районных ассистентов (Kreisbeigeordneter).
Представительными органами городов являются городские советы (штатраты) (Stadtrat) (в Гессене и Бранденбурге — городские представительные собрания (Stadtverordnetenversammlung), в Шлезвиг-Гольштейне и Мекленбурге — городские представительства (Stadtvertretung), избираемые населением, исполнительными органами — бургомистры (в Гессене — магистраты (Magistrat) состоящие из бургомистра и членов магистрата).
Представительными органами общин являются гемайндераты (Gemeinderat) (в Гессене, Бранденбурге, Мекленбурге и Шлезвиг-Гольштейне — общинные представительства (Gemeindevertretung)), избираемые населением, исполнительными органами — бургомистры (в Гессене — общинные правления (Gemeindevorstand), состоящие из бургомистра и членов общинного правления).
Представительными органами округов земель Берлин и Гамбург являются окружные собрания уполномоченных (Bezirksverordnetenversammlung) в Берлине или окружные собрания (Bezirksversammlung) в Гамбурге, исполнительные органы — окружные управления (Bezirksamt), состоящие из окружного бургомистра (Bezirksbürgermeister) и членов окружного управления.
Представительными органами районов являются советы районов (Ortschaftsrat), советы мест (Ortsbeirat) (в Шлезвиг-Гольштейне, Гессене, Саксония-Анхальт), советы мест (Ortsrat или Ortsbeirat) (в Нижней Саксонии, Рейнланд-Пфальце, Бранденбурге), советы округов (Bezirksrat или Bezirksbeirat) (в Саарланде, Баден-Вюртемберге), представительства округов (Bezirksvertretung) (в Северном Рейне — Вестфалии), комитеты округов (Bezirksausschuss) (в Баварии), представительства частей мест (Ortsteilvertretung) (в Мекленбург-Передней Померании), советы частей мест (Ortsteilrat) (в Тюрингии) избираемые населением, исполнительными органами — бургомистры мест (Ortsbürgermeister) (в Нижней Саксонии, Саксонии-Анхальте), бургомистры частей мест (Ortsteilbürgermeister) (в Тюрингии), старосты мест (Ortsvorsteher) (в Гессене, Рейнланд-Пфальце, Мекленбург-Передней Померании, Бранденбурге, Саксонии), бургомистры округов (Bezirksbürgermeister) (в Саарланде, Северном Рейне — Вестфалии), старосты округов (Bezirksvorsteher) (в Баден-Вюртемберге).
В судебном отношении территория Германии делится на земли и округа (на каждый по одному высшему земельному суду, при этом общие, трудовые и финансовые суды строятся по землям и округам или группам округов, административные и социальные только по землям), регионы (Region, на каждый по одному земельному суду) и участки (Amt, на каждый по одному участковому суду).

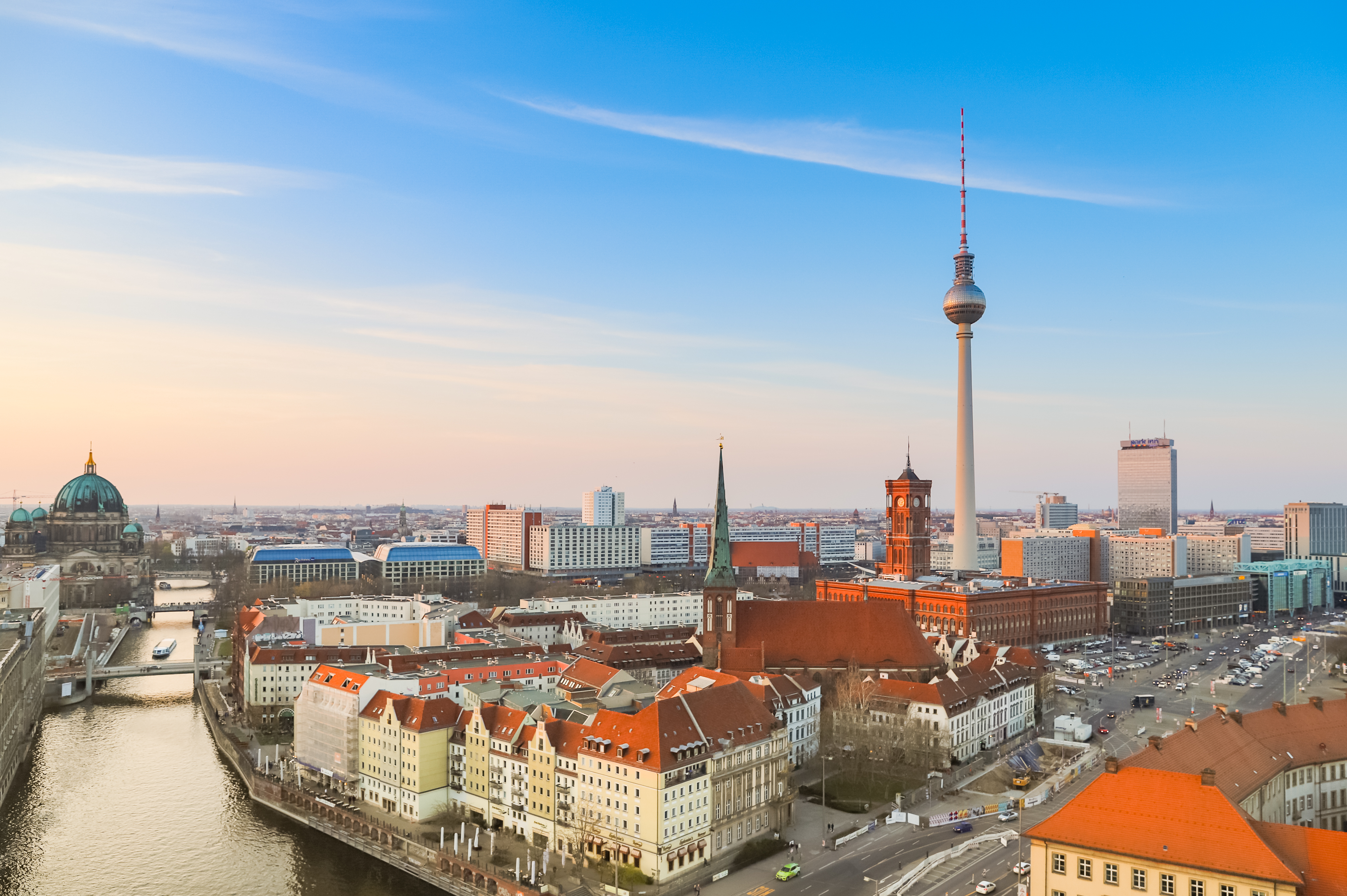
Вид на Берлин с высоты птичьего полёта

## Города
Самыми крупными городами Германии являются Берлин, Гамбург, Мюнхен и Кёльн. Следующим по значимости является пятый по численности населения город Германии и финансовая метрополия Франкфурт-на-Майне, самый крупный аэропорт Германии. Это третий по размерам аэропорт Европы и первый по объёмам прибыли от грузовых авиаперевозок. Рурский бассейн — регион с самой высокой плотностью населения.

## Население
| 1954        | 1956        | 1958        | 1960        | 1962        | 1964        | 1966        | 1968        | 1970        | 1972        | 1974        | 1976        |
| ----------- | ----------- | ----------- | ----------- | ----------- | ----------- | ----------- | ----------- | ----------- | ----------- | ----------- | ----------- |
| 70 945 000  | ↘70 943 000 | ↗72 031 000 | ↗73 147 000 | ↗74 383 000 | ↗75 591 000 | ↗76 864 000 | ↗77 550 000 | ↗78 069 000 | ↗78 821 000 | ↗78 882 000 | ↘78 209 000 |
| 1978        | 1980        | 1982        | 1984        | 1986        | 1988        | 1990        | 1992        | 1994        | 1996        | 1998        | 2000        |
| ↘78 073 000 | ↗78 397 000 | ↘78 248 000 | ↘77 709 000 | ↗77 780 000 | ↗78 390 000 | ↗79 753 000 | ↗80 975 000 | ↗81 539 000 | ↗82 012 000 | ↗82 037 000 | ↗82 260 000 |
| 2002        | 2004        | 2006        | 2008        | 2010        | 2012        | 2014        | 2015        | 2015        | 2016        | 2017        | 2018        |
| ↗82 537 000 | ↘82 501 000 | ↘82 315 000 | ↘82 002 000 | ↘81 752 000 | ↘80 500 000 | ↗81 083 600 | ↗81 292 400 | ↗82 175 700 | ↗82 521 653 | ↗82 695 000 | ↗82 979 100 |
| 2019        | 2019        | 2020        | 2020        | 2020        | 2020        | 2021        | 2021        | 2021        | 2021        | 2022        | 2022        |
| ↗83 149 277 | ↗83 166 711 | ↘83 157 201 | ↘83 122 889 | ↗83 190 556 | ↘83 155 031 | ↘83 121 363 | ↗83 129 285 | ↗83 222 442 | ↗83 237 124 | ↗83 695 430 | ↗84 079 811 |
| 2022        | 2022        | 2024        |             |             |             |             |             |             |             |             |             |
| ↗84 270 625 | ↗84 358 845 | ↘83 577 140 |             |             |             |             |             |             |             |             |             |

Возрастно-половые пирамиды населения Германии в 1950—2018 г.

Возрастно-половая пирамида населения Германии на 2020 год

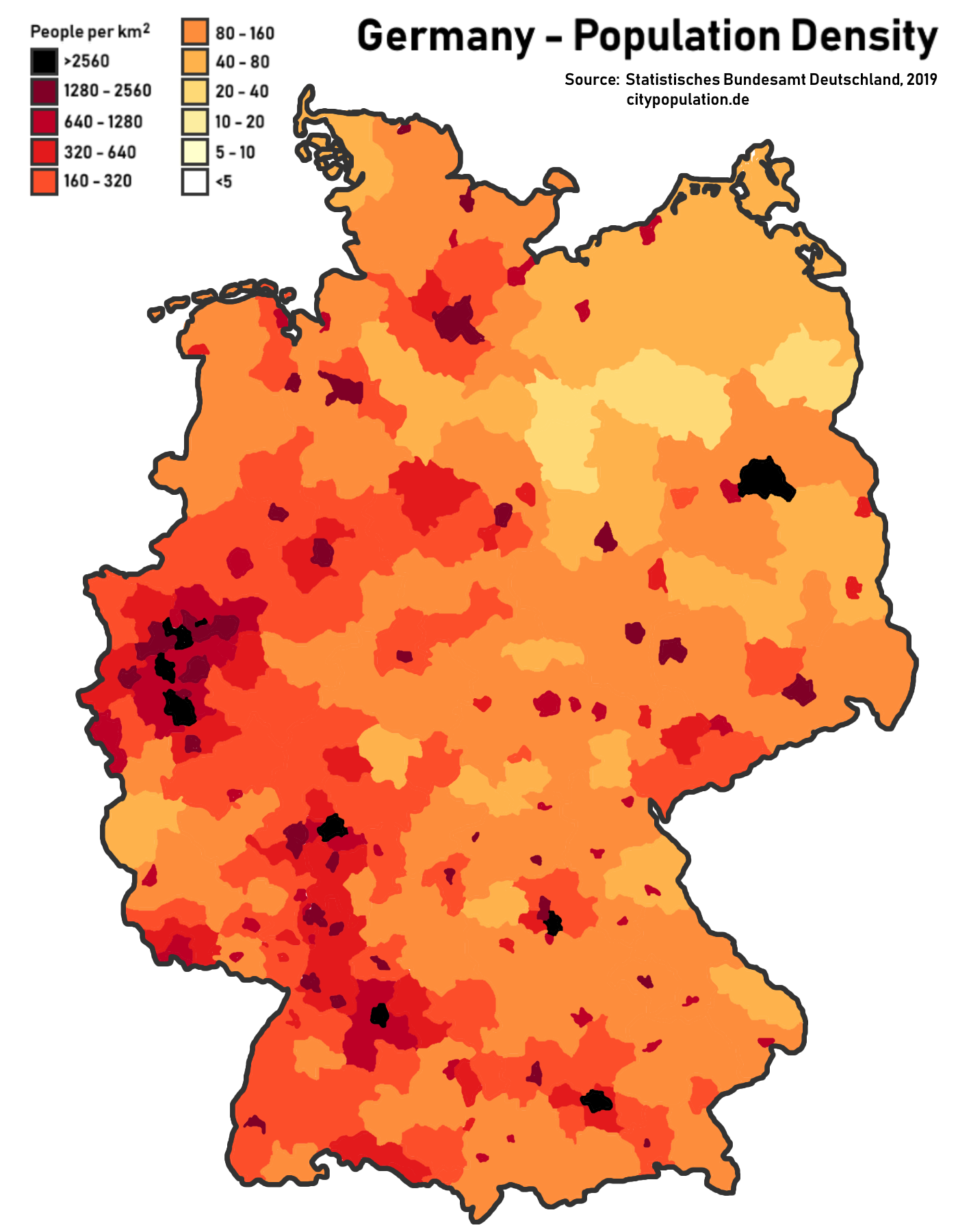
Плотность населения по земельным районам Германии по состоянию на 2019 год

Федеративная Республика Германия по площади лишь немногим больше соседней Польши, но по численности населения в два раза превосходит её. На 2020 год численность населения Германии составила 83 190 556 человек. В Германии, как и во многих других, как развитых, так и развивающихся странах мира, завершивших демографический переход и находящихся в последней, заключительной фазе демографического перехода, рождаемость находится ниже уровня воспроизводства населения. Уже с 1972 года рождаемость в Германии стала ниже смертности. По данным 2013 года, из 8,1 миллиона семей с несовершеннолетними детьми около 2,5 миллиона семей (31 %) имели мигрантские корни, то есть хотя бы один из родителей был либо иностранцем, либо принявшим немецкое гражданство мигрантом, либо является немецким переселенцем из стран СССР или восточной Европы. При этом общее число семей с несовершеннолетними детьми уменьшилось в сравнении с 2005 годом, тогда их насчитывалось 8,9 миллиона.
По официальным данным, в 2013 году в Германии проживало 29,6 миллиона мигрантов и их потомков (в том числе 12,1 миллиона мигрантов, обладающих немецким гражданством), что составляет 25,6 % населения ФРГ. Из них около 7,2 миллиона человек являются потомками мигрантов и были рождены уже в Германии. В 2015 году доля населения с миграционными корнями составила 21 % (в том числе в группе «дети до 5 лет» — 36 %). По состоянию на 2016 год в общей сложности иммигранты и их прямые потомки (включая этнических немцев-репатриантов) составляли 18,6 миллиона человек, или 22,5 % населения Германии. По состоянию на 2019 год, по оценкам ООН, в Германии проживало 13,1 миллиона иммигрантов и их потомков, или 15,7 % населения страны.
В 2015 году демографическое развитие было следующим. Рождаемость — 0,898 %, смертность — 1,126 %, естественный прирост — 0,228 %, сальдо миграции — 1,419 %.
Численность сельского населения — менее 10 %, почти 90 % населения Германии проживает в городах и прилегающих к ним урбанизированных районах. По состоянию на 2021 год 77,5 % населения Германии проживало в городах.
Численность населения крупнейших городов (жителей):
| №№ | Город                                  | Численность |
| -- | -------------------------------------- | ----------- |
| 1  | Берлин (Berlin)                        | ↗3 782 202  |
| 2  | Гамбург (Hamburg)                      | ↗1 910 160  |
| 3  | Мюнхен (München)                       | ↘1 510 378  |
| 4  | Кёльн (Köln)                           | ↗1 087 353  |
| 5  | Франкфурт-на-Майне (Frankfurt am Main) | ↗775 790    |
| 6  | Штутгарт (Stuttgart)                   | ↗633 484    |
| 7  | Дюссельдорф (Düsseldorf)               | ↗631 217    |
| 8  | Лейпциг (Leipzig)                      | ↘619 879    |
| 9  | Дортмунд (Dortmund)                    | ↗595 471    |
| 10 | Эссен (Essen)                          | ↗586 608    |
| 11 | Бремен (Bremen)                        | ↗577 026    |
| 12 | Дрезден (Dresden)                      | ↗566 222    |
| 13 | Ганновер (Hannover)                    | ↘548 186    |
| 14 | Нюрнберг (Nürnberg)                    | ↗526 091    |

### Структура населения
Согласно данным The World Factbook национальный состав Германии по состоянию на 2020 год: 86,3 % — немцы, 1,8 % — турки, 1 % — поляки, 1 % — сирийцы, 1 % — румыны, 8,9 % — другие национальные группы. В землях Бранденбург и Саксония проживают лужицкие сербы (60 тыс.), в северных районах земли Шлезвиг-Гольштейн — датчане (50 тыс.). В стране насчитывается 6,75 млн иностранных граждан, из которых 1,749 млн — турки, 930 тыс. — граждане республик бывшей Югославии, 187,5 тыс. — граждане РФ и 129 тыс. — граждане Украины.
Начиная с 1988 года, в Германию из постсоветских государств на постоянное место жительства прибыли 2,2 млн переселенцев немецкого происхождения и 220 тыс. человек контингентных беженцев (включая членов их семей), составив таким образом одну из крупнейших русскоязычных диаспор мира.
Численность мусульманского населения Германии составляет 3,2—3,6 миллиона человек, хотя это число иногда оспаривается. По некоторым другим данным, в Германии постоянно проживают 4,3 миллиона мусульман, из них примерно 63,2 % — турецкого происхождения.
Возрастная структура населения Германии по состоянию на 2020 год: 0-14 лет — 12,89 %; 15-64 лет — 64,12 %; 65 лет и старше — 22,99 %. Средний возраст населения Германии, согласно данным The World Factbook на 2020 год, составлял 47,8 лет (4-е место в мире), в том числе 46,5 лет у мужчин и 49,1 года у женщин. Соотношение числа мужчин и женщин: всё население — 0,96 (2020 год). Средняя ожидаемая продолжительность жизни населения Германии по состоянию на 2021 год: общая — 81,3 лет; мужчины — 78,93 лет; женщины — 83,8 лет. По состоянию на 2021 год, уровень рождаемости составил 8,63 новорождённых на 1000 жителей (212-е место в мире). Суммарный коэффициент рождаемости (СКР) — 1,48 рождений на женщину. Из-за демографического старения населения неуклонно растёт уровень смертности; по состоянию на 2021 год, уровень смертности составляет 12,22 умерших на 1000 человек (13-е место в мире). По состоянию на 2021 год, уровень чистой миграции в Германии относительно низкий и составляет 1,58 мигранта на 1000 жителей (54-е место в мире). По состоянию на 2019 год, средний возраст женщины при первых родах в Германии составляет 29,8 лет (для сравнения в Республике Корее — стране с самым низким в мире СКР — 0,84 рождений на женщину на 2020 год, средний возраст женщины при первых родах в 2019 году составлял 32,2 года).

### Языки
Официальным литературным языком и языком делопроизводства является немецкий язык (Hochdeutsch). Наряду с ним, немцы используют нижне-, средне- и верхненемецкие диалекты (10 основных и более 50 локальных), на которых говорят также жители приграничных районов соседних государств; сами диалекты зачастую сильно отличаются от литературного языка, что препятствует их взаимопонятности. Существуют в стране и говоры в регионах на границах земель.
К признанным языкам национальных меньшинств в Германии относятся датский, фризский, лужицкий (один из славянских языков, на котором говорят лужичане), цыганский, а также в качестве региональных языков, в соответствии с Европейской хартией региональных языков или языков меньшинств, — нижненемецкий, датский, севернофризский, затерландский фризский, нижнелужицкий, верхнелужицкий и цыганский языки.
По оценочным данным, русским языком в Германии в той или иной мере владеет около 6 млн человек, в том числе более 3 млн — переселенцы из стран бывшего СССР (и их потомки), преимущественно из Казахстана, России и Украины.
В Германии также, вследствие иммиграции, говорят на турецком (2,1 млн), на языках народов бывшей Югославии (720 000) и итальянском (612 000).

### Уровень жизни
Прожиточный минимум — 9168 евро в год. Минимальные нормы на жильё: на одного человека — 45 м², на двоих — 60 м², на троих — 75 м² и так далее.
95 % дееспособного населения страны застраховано на случай оказания им медицинских услуг и покупки лекарств.
С 1 января 2019 году минимальный размер оплаты труда в Германии составляет €1557.00 в месяц и €9.19 в час (брутто). С 1 января 2020 года минимальный размер оплаты труда составляет €1584 в месяц и €9.35 в час (брутто). По состоянию на четвёртый квартал 2017 года средний размер оплаты труда в Германии составляет €3771 (брутто) и €2315 (нетто) в месяц.

### Миграция
Согласно исследованиям ОЭСР Германия занимает второе место в мире по привлекательности для иммигрантов после США.
- Согласно докладу по миграции, в 2013 году в Германию прибыло наибольшее количество мигрантов после 1993 года[78].
- Количество въехавших мигрантов в 2013 году увеличилось на 13 % по сравнению с 2012 годом, а количество выехавших — только на 12 %. В результате в Германию въехало на 429 000 человек больше, чем выехало.
- 58 % мигрантов, въезжающих в Германию, — граждане ЕС.
  - Основными иммигрантами, как и прежде, начиная с 1996 года, являются граждане Польши.
  - После вступления Болгарии и Румынии в 2007 году в ЕС число мигрантов из этих стран увеличилось.
  - Также увеличилась миграция из Хорватии после её вступления в ЕС 1 июля 2013 года.
  - В связи с экономическим кризисом увеличилась миграция из южноевропейских государств ЕС, таких как Испания и Италия.
- По сравнению с 2012 годом, на 70 % увеличилось количество заявок на предоставление убежища.
- По-прежнему высока миграция из стран, не входящих в ЕС.
- Германия является привлекательной страной для студентов. 86 000 человек начали своё обучение в Германии в 2013 году.
- В 2013 году было выдано 44 311 виз для воссоединения семей.
- Каждый пятый житель Германии имеет миграционное прошлое.

Германия является второй в мире страной по популярности иммиграции после США. По состоянию на 2016 год в общей сложности иммигранты и их прямые потомки (включая этнических немцев-репатриантов) составляли 18,6 миллиона человек, или 22,5 % населения Германии. По состоянию на 2019 год, по оценкам ООН, в Германии проживало 13,1 миллиона иммигрантов и их потомков, или 15,7 % населения страны.

### Религия
Религия в Германии на 31 декабря 2021 года
 христиане (49,7 %) нерелигиозны (42,0 %) мусульмане (3,5 %) другие религии (4,8 %)

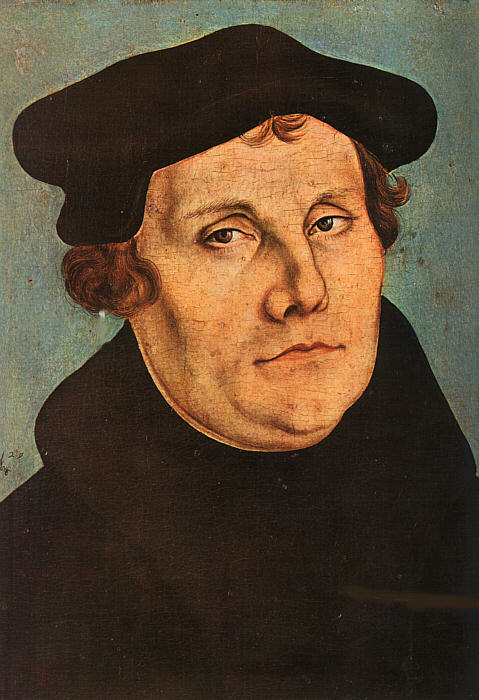
Мартин Лютер — основатель немецкого протестантизма (лютеранства)

Церковь с 1919 года в Германии конституционно отделена от государства.
Свобода совести и свобода вероисповедания гарантированы германской конституцией.
Состав населения Германии по вероисповеданию по состоянию на 31 декабря 2021 года: 49,7 % христиане, 3,6 % мусульмане, 4,8 % исповедуют другие религии, 41,9 % нерелигиозные.
По состоянию на 31 декабря 2021 года большинство населения Германии — христиане (49,7 % населения), при этом католики составляют 26 %, лютеране — 23,7 %, православные — 1,9 %, остальные христиане — 1,1 %.
Часть верующих составляют мусульмане (от 5 % до 6,9 %), Свидетели Иеговы (около 164 000 или 0,2 %) и члены иудейских общин (около 100 000 или 0,12 %). 40,7 % населения Германии не религиозны, преимущественно это жители самых крупных городов Германии, таких как Берлин или Гамбург, и население восточной Германии — бывшей ГДР (там — около 70—80 %).
Германия была обращена в христианство во времена франков. Крестителем Германии считается святой Бонифаций, бывший епископом Майнца и обративший в христианство значительную часть современной Германии (претерпел мученическую смерть от язычников в 754 году). В начале XVI века в Германии и Швейцарии началась реформация церкви, в основе которой лежали учения Ульриха Цвингли и Мартина Лютера. В результате реформации и религиозных войн, сопровождавших её (главной из которых была Тридцатилетняя война 1618—1648 гг.), Германия разделилась на католические и протестантские (лютеранские) регионы. Главным принципом, закреплённом в Аугсбургском религиозном мире (1555), стал принцип «cujus regio, ejus religio», то есть подданные того или иного феодала были обязаны принимать его веру: католическую или протестантскую.
Статья 7:3 Основного закона гарантирует изучение религии в качестве обычного учебного предмета. Несмотря на право государства осуществлять надзор за преподаванием, религиозные занятия проводятся в соответствии с принципами религиозных сообществ. С 12 декабря 1999 года в Гамбурге действует закон, согласно которому (в соответствии с ст. 7 Основного закона) религиозный предмет является обязательным для изучения. В Баварии уроки религии также являются обязательным предметом во всех общеобразовательных школах. Земельные власти оплачивают до 90 % расходов, связанных с преподаванием религии в школах. Оценки, полученные по религиозным предметам, учитываются при переводе в старшие классы. Христианству, в целом, отведено от 7 % до 8 %, от общего количества часов школьной программы.
Несколько федеральных земель, а именно Баден-Вюртемберг и Бавария, в 1970 году настояли на христианской основе образования в государственных школах, обусловив в своём законодательстве, что такие ценности, как «страх перед Богом» и «любовь к ближнему», были общими целями образования. Они ввели также коллективную молитву. Федеральный суд Германии в связи с этим постановил в нескольких решениях, что государство должно воздать должное влиянию христианства на общие культурные ценности.

## Государственное устройство

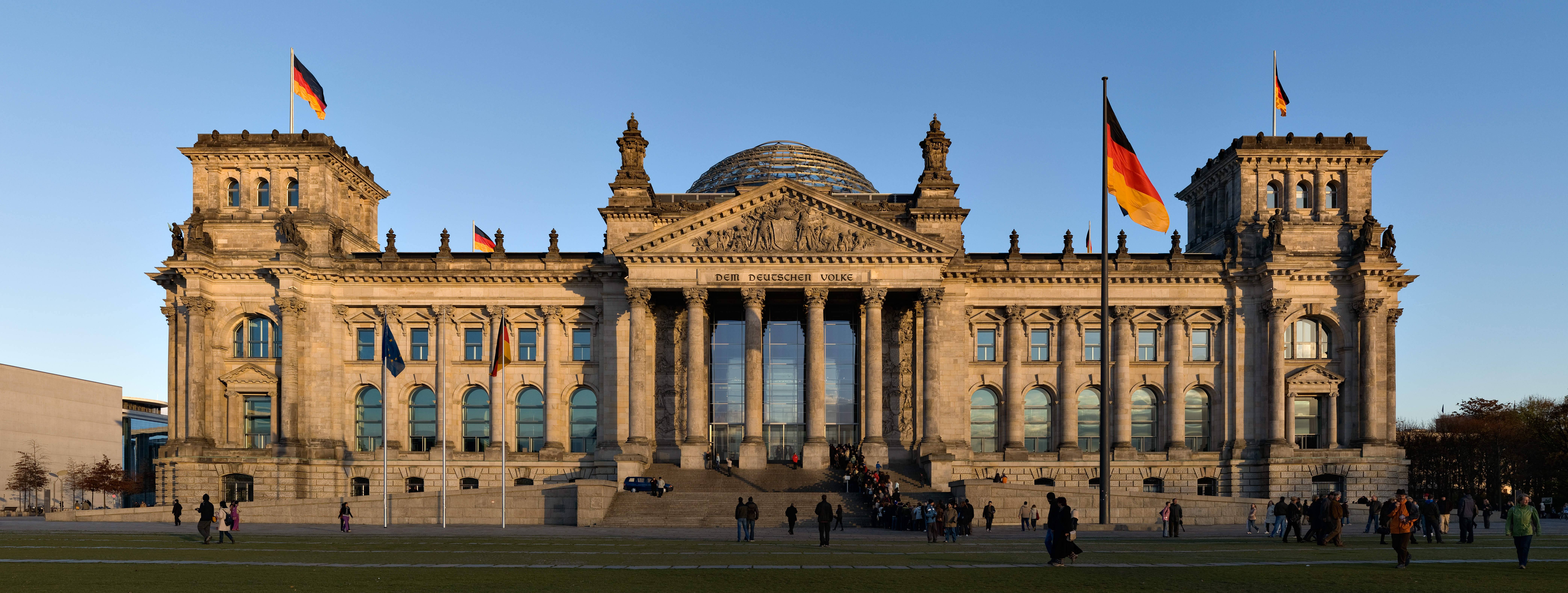
Рейхстаг, резиденция немецкого парламента, Бундестаг Германии

Берлин — столица Германии. Между тем, в ходе длительных переговоров относительно условий переноса столицы из Бонна в Берлин, первому удалось оставить на своей территории большинство федеральных министерств, а также целый ряд главных важнейших федеральных ведомств (например, федеральной счётной палаты).
Германия — демократическое, социальное, правовое государство. Она состоит из 16 земель. Государственное устройство регламентировано Основным законом Германии. По форме правления Германия — парламентская республика.
Германия — демократическое государство: «Вся государственная власть исходит от народа. Она осуществляется народом путём выборов и голосований, а также через специальные органы законодательства, исполнительной власти и правосудия»

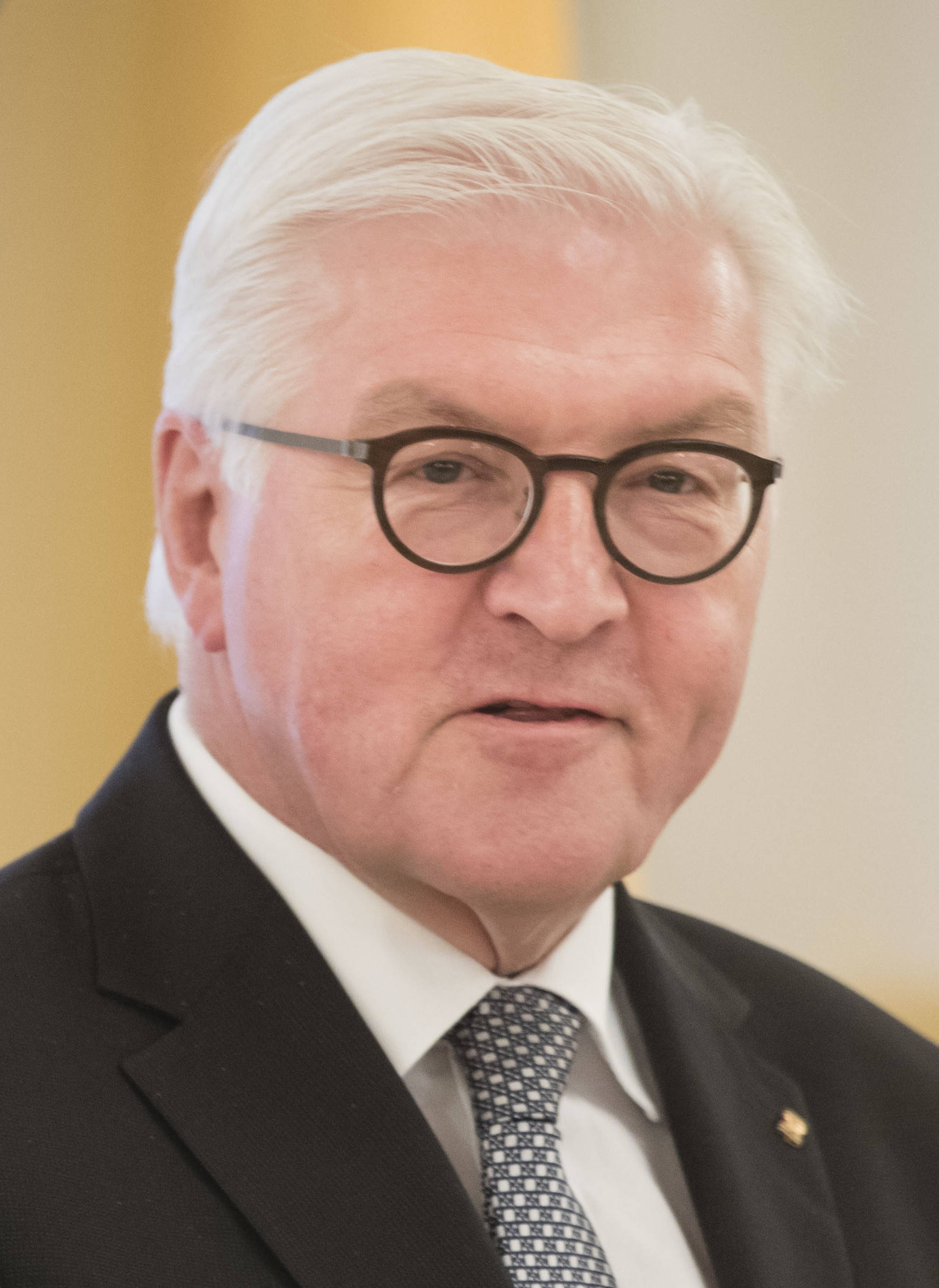
Федеральный президент Франк-Вальтер Штайнмайер

Глава государства — федеральный президент, который выполняет скорее представительские функции и назначает федерального канцлера. Федеральный президент ФРГ приносит следующую присягу: «Я клянусь посвятить свои силы благу немецкого народа, умножать его достояние, оберегать его от ущерба, блюсти и охранять Основной закон и законы Федерации, добросовестно исполнять свои обязанности и соблюдать справедливость по отношению к каждому». При желании он может добавить религиозную формулировку «Да поможет мне Бог». Федеральный канцлер является главой Правительства Германии. Он руководит деятельностью Федерального правительства. Поэтому форму правления Германии часто ещё называют канцлерской демократией.
Германия имеет федеративное устройство. Это значит, что политическая система государства делится на два уровня: федеральный, на котором принимаются общегосударственные решения международного значения, и региональный, на котором решаются задачи федеральных земель. Каждый уровень обладает собственными органами исполнительной, законодательной и судебной власти. Хотя земли и имеют неравное представительство в Бундесрате, юридически они имеют равный статус, что характеризует германскую федерацию как симметричную.

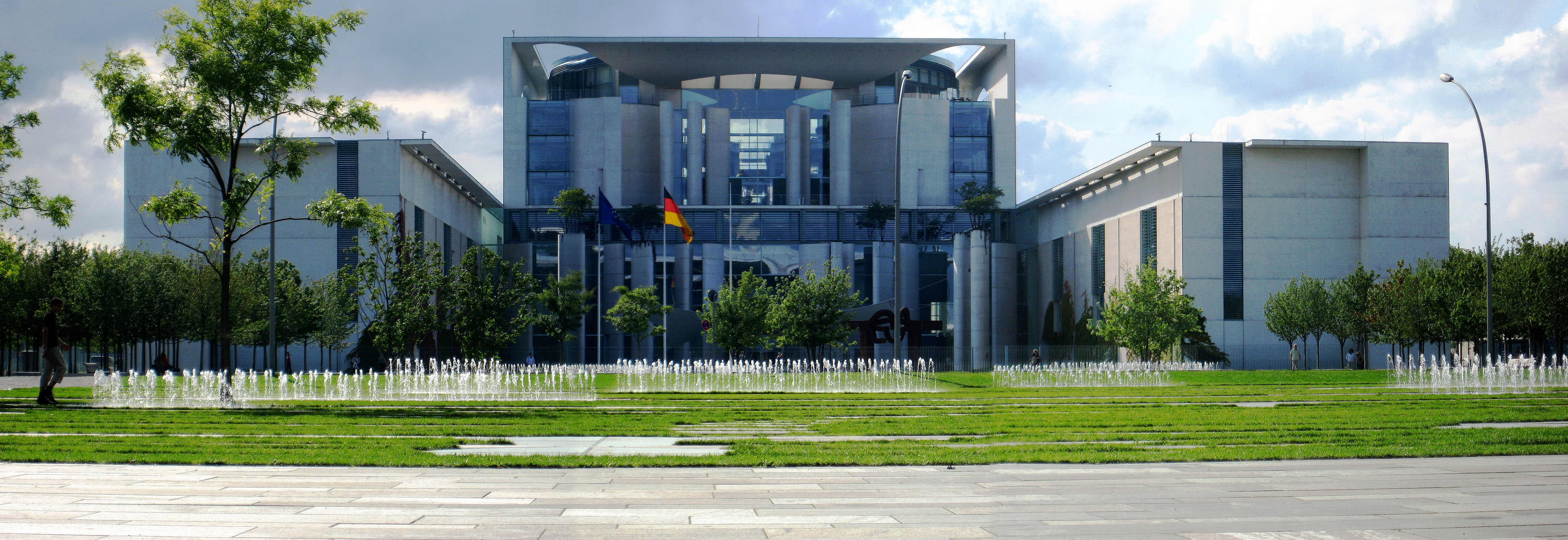
Ведомство федерального канцлера Германии в Берлине

Германский бундестаг (парламент) и бундесрат (орган представительства земель) осуществляют законосовещательную и законодательную функции на федеральном уровне и уполномочены большинством голосов в две трети в каждом из органов вносить изменения в конституцию.

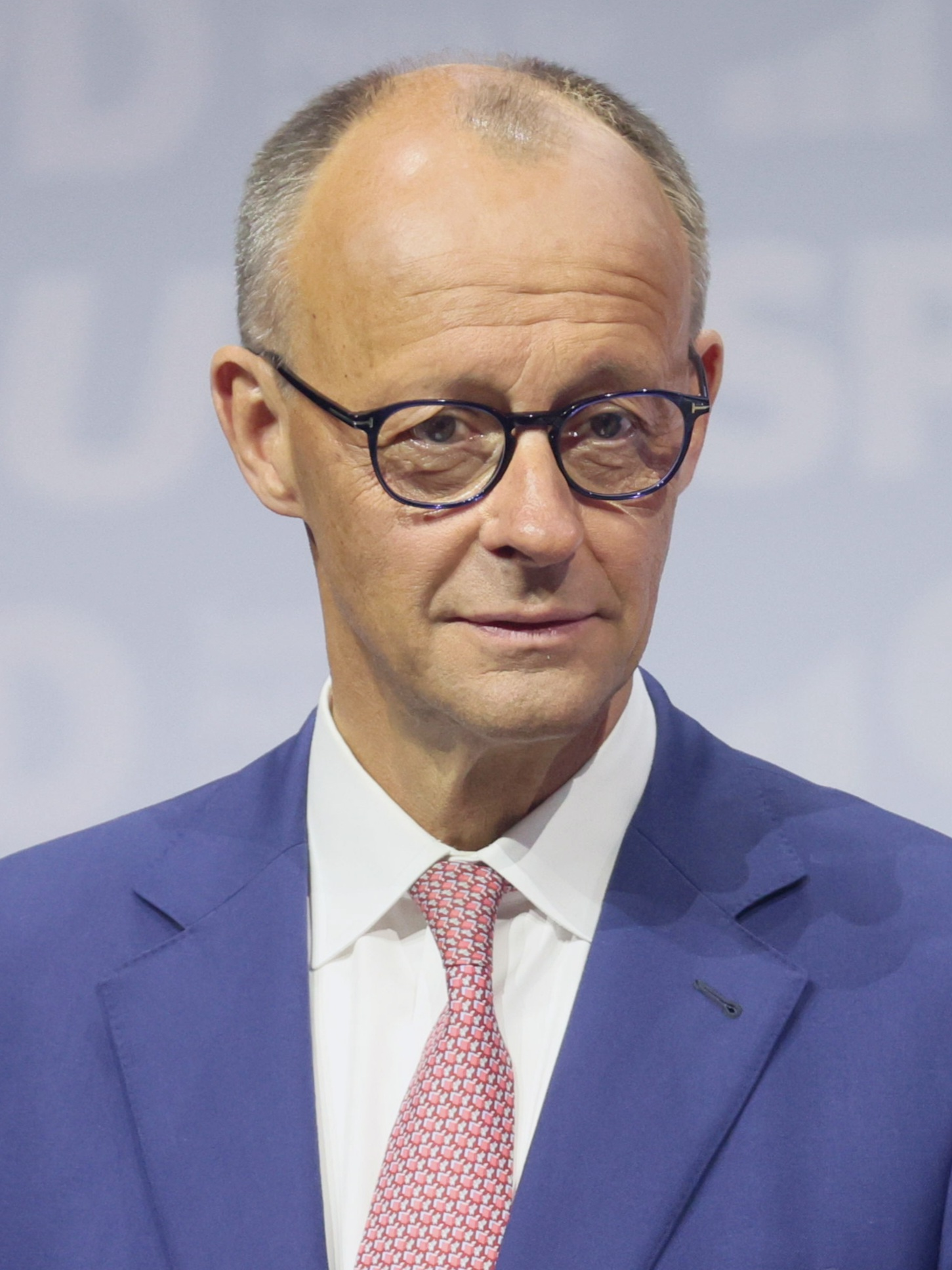
Федеральный канцлер Фридрих Мерц

Исполнительная власть на федеральном уровне представлена Федеральным правительством, во главе которого стоит федеральный канцлер Германии.

### Политические партии
Имеющие успех на выборах политические партии Германии получают государственное финансирование. При каждой партии, которая представлена в Бундестаге в течение 12 лет, создан специальный фонд, который полностью финансируется государством. Примером является фонд Фридриха Эберта при Социал-демократической партии Германии.

#### Левые
- Левые — левая социалистическая партия
- Союз 90/Зелёные — экологистская партия

#### Левоцентристы
- Социал-демократическая партия Германии — социал-демократическая партия
- Партия пиратов Германии — пиратская партия

#### Центристы
- Свободная демократическая партия Германии — либеральная партия

#### Правоцентристы
- Христианско-демократический союз Германии — консервативная партия (баварская земельная ассоциация — Христианско-социальный союз)

#### Правые
- Альтернатива для Германии — евроскептическая правоконсервативная партия
- Национал-демократическая партия Германии — ультраправая партия в ФРГ

### Этапы реформирования федеративной системы
После принятия Основного закона в 1949 году власти Германии неоднократно предпринимали попытки усовершенствовать федеративную систему. Первая крупномасштабная реформа была осуществлена правительством «большой коалиции» (ХДС/ХСС-СДПГ) при канцлере К-Г. Кизингере в 1966 — 1969 годах. В результате реформы переплетение интересов земель и федерального центра получило новое измерение.
В финансовой сфере был введён принцип «кооперативного федерализма», который станет одним из камней преткновения на современном этапе истории ФРГ.
При правительстве Шрёдера (1998—2005) была поставлена цель провести масштабную конституционную реформу федерализма, чтобы упростить политические процессы в стране, сделать их более прозрачными для населения и менее зависимыми от сиюминутных партийных расчётов. Реформа была призвана перераспределить полномочия между центром и субъектами федерации, уточнить законодательную компетенцию между бундестагом и бундесратом и в итоге повысить дееспособность государства в целом.
Число законов, требующих обязательного одобрения бундесрата, планировалось сократить до 35-40 % за счёт изъятия законов о принципах администрирования всех земель из механизма согласования с бундесратом. То есть в будущем земли должны будут исходить из федеральных установок, что предполагает наделение ландтагов большей ответственностью.
В марте 2003 года Конвент по проблемам федерализма (в составе глав земельных парламентов и руководителей фракций представленных в них партий) одобрил «Любекское заявление», содержащее конкретные меры по модернизации федеративной системы.
17 октября 2003 года была создана Комиссия по федерализму, куда вошли тогдашний генсек СДПГ Ф. Мюнтеферинг и председатель ХСС и премьер-министр Баварии Э. Штойбер.
18 ноября 2005 года был подписан коалиционный договор ХДС/ХСС и СДПГ («Вместе за Германию — с мужеством и человечностью»), в котором были оговорены предложения данных партий по разграничению полномочий и ответственности между землями и центром.
7 июля 2006 года после одобрения бундесратом реформа вступила в силу.
В Конституции Германии (абз. 2 ст. 107) зафиксировано, что «законом должно обеспечиваться соразмерное выравнивание различий в финансовых возможностях земель; при этом должны учитываться финансовые возможности и потребности общин» Для этого существовала процедура выравнивания бюджетной обеспеченности регионов, то есть часть средств «богатых» земель перераспределяется в пользу «бедных», иногда — с вливаниями и из федерального бюджета.
Формально федеративное государственное устройство в Германии имеет два уровня: федерация как целое государство и земли как члены этого государства. Но в реальности существует и «третий», неформальный уровень отношений федерации и земель — «кооперативный федерализм»; то есть наряду с горизонтальной самокоординацией земель сложилась практика вертикальной координации по оси федерация-земли: участие федерации в земельном финансировании. В рамках вертикальной координации создаются комиссии из представителей федерации и земель.
Основные проблемы горизонтальных и вертикальных отношений в Германии связаны с распределением финансовых средств между богатыми и бедными федеральными землями и реализацией принципа «равноценности» жизненных условий.
«Горизонтальное» выравнивание позволяет оказывать помощь слабо развитым регионам путём перераспределения доходов, которые федерация и земли получают совместно (корпорационный и подоходный налог). Подобное положение вызывает много нареканий, прежде всего со стороны либералов (СвДП, О. Ламбсдорф), которые выступают за снижение «благотворительной» роли государства.
С подобными предложениями согласны также и политики других партий. Например, премьер-министр Баварии Штойбер (ХСС) требует усиления регионализации, а премьер-министр Баден-Вюртемберга Тойфель (ХДС) — сократить число земель и увеличить легислатурные (законодательные) сроки.
Кратко их идеи по реформированию федерализма можно сформулировать так:
1. Присвоение каждому уровню своих налоговых полномочий; переход всех земель в статус «солидных финансовых единиц»;
2. Сокращение «горизонтального выравнивания» земельных бюджетов;
3. Отмена смешанного финансирования;
4. Уменьшение законодательной компетенции федерации в пользу земель путём ограничения полномочий центра такими сферами, как оборона, правопорядок, права человека, внешняя политика и «рамочное» регулирование вопросов экологии, экономики и социальной политики;
5. Существенное ограничение права вето Бундесрата. Общие принципы администрирования в землях были изъяты из тем законопроектов, требующих обязательного одобрения Бундесрата.

Поиски более эффективной модели федерализма осложняются в Германии тремя факторами: обострением противоречий между бедными и богатыми землями, наличием конкурирующих проектов крупных политических партий и потребностями европейского федерализма, вынужденного учитывать как опыт государств с централизованным управлением (Англия и Франция), так и опыт федераций (Германия).

### Внешняя политика

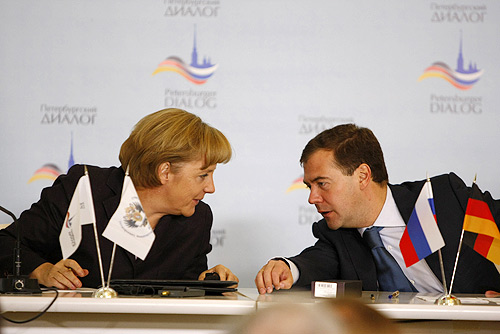
Ангела Меркель и Дмитрий Медведев. Октябрь 2008 года

Во внешней политике ориентированный на Запад канцлер Германии К. Аденауэр (1949—1963) действовал согласно лозунгу идеолога южногерманского либерализма К. фон Роттека: «Лучше свобода без единства, чем единство без свободы». Европейская политика Германии 1949—1963 гг. как соотношение цели и средств делится на два этапа.
На первом этапе (с 1949 года до середины 50-х гг.) она была средством, при помощи которого западная Германия планировала восстановить свою экономику, создать собственные вооружённые силы и добиться признания мировыми державами. Внешняя политика проводилась ради внутренней.
На втором этапе (с середины 50-х гг. по 1963 г.) теперь уже внутренняя политика проводилась ради внешней: Германия стремилась стать не просто независимым, но и сильным государством.
Европейская военная политика ФРГ в 1958-63 гг. основывалась на сближении с Францией (ось «Берлин-Париж») и отказе от плана «многосторонних ядерных сил», предложенного США. Подписание соглашения о германо-французском сотрудничестве подвело черту под многовековым противостоянием этих государств.
Аденауэр признал установленное Петерсбергскими соглашениями международное управление промышленностью Рура, рассматривая это как основу будущей западноевропейской интеграции. В 1950 году Аденауэр принял разработанный Р. Шуманом план создания Европейского объединения угля и стали (ЕОУС). Аденауэр также поддерживал идею создания Европейского оборонительного сообщества (ЕОС), предложенную У. Черчиллем.
В 1952 году был подписан Боннский договор, отменивший оккупационный статус и предоставивший ФРГ государственный суверенитет.
5 мая 1955 года вступили в силу Парижские соглашения, важнейшим из которых стала договорённость о вступлении Германии в НАТО. Тем не менее, в то время суверенитет Германии нельзя было назвать полноценным: иностранные войска оставались на её территории, Германия была лишена права обладать многими видами стратегического оружия.
В 1959 году в Женеве прошла конференция четырёх держав: США, Великобритании, СССР и Франции, которая закончилась фактическим признанием существования трёх немецких государств: ФРГ, ГДР и Западный Берлин.
Одним из важных приоритетов внешней политики Германии является углубление интеграции государств Евросоюза. Германия играет решающую роль в построении и организации европейских структур. При этом с самого начала преследовалась цель развеять послевоенный страх стран-соседей перед Германией и сделать излишними ограничения, введённые советскими оккупационными силами. С 1950 года Германия стала членом Совета Европы, а в 1957 году подписала Римский договор, который впоследствии стал фундаментом Европейского союза: Германия вошла в Европейское экономическое сообщество (ЕЭС) и Европейское сообщество по атомной энергии (ЕВРАТОМ).
Итак, важными результатами европейской политики Германии в 1949—63 гг. стали: признание суверенитета Германии и её статуса важного европартнёра и начало формирования основ экономического могущества Германии.
С 1964 года Германия член «Группы десяти».
Во время холодной войны внешняя политика Германии была сильно ограничена. Одной из главных её задач было воссоединение Западной Германии с Восточной Германией. Военно-политически ФРГ была тесно связана с блоком НАТО. На территории Западной Германии были размещены американские ядерные боеголовки.
Современная Германия по праву считается узловым центром как между Востоком и Западом, так и между Скандинавским и Средиземноморским регионами, странами Западной и Восточной Европы.
С присоединением ГДР к ФРГ была устранена угроза использования ГДР в качестве плацдарма развёртывания иностранных войск, исключён риск превращения Германии в объект применения ядерного оружия, а также опасной игры «третьих стран» на противоречиях ГДР и ФРГ.
До недавнего времени одним из самых спорных был вопрос о возможности использования германских вооружённых сил за пределами сферы совместной ответственности НАТО.
Согласно конституции, Германия не имеет права принимать участия в захватнических войнах. Это ограничение является предметом постоянных споров. Её вооружённые силы стоят на защите суверенитета и целостности Германии и стран НАТО.
Лишь с недавнего времени бундесвер принимает участие в различных мероприятиях, направленных на поддержание мира. Это стало возможным после решения Конституционного суда, допустившего использование ВС ФРГ для миротворческих миссий ООН, причём для каждого конкретного случая требуется согласие бундестага, которое до сих пор давалось только со временными ограничениями. При этом разрешается применение оружия только для самозащиты. Все попытки различных партий добиться от Конституционного суда пересмотра этого вопроса пока отвергались. Германские войска принимали и принимают участие в разрешении следующих конфликтных ситуаций:
- 1992 — 1996: Операция SHARP GUARD с применением военных кораблей и самолётов-разведчиков в Адриатическом море против Югославии;
- 1993 — 1995: Операция сил ООН в Сомали UNOSOM II;
- 1999 — по настоящее время: Война НАТО против Югославии, операция KFOR;
- 2002 — 2021: Война НАТО в Афганистане, операция ISAF (Немецкий военный контингент в Афганистане);
- 2002 — по настоящее время: Операция Enduring Freedom с участием военно-морского контингента в прибрежных водах Восточной Африки и Средиземном море;
- 2003 — по настоящее время: С самолётами-разведчиками AWACS, с правом пересечения воздушного пространства Ирака, но без права оккупации;
- 2005 — по настоящее время: Поддержание мира в Судане в рамках операции UNMIS;
- 2006 — 2008: Участие в вооружённой миссии ЕС по обеспечению выборов в Конго;
- 2006 — по настоящее время: Охрана прибрежных вод Ливана с целью пресечения контрабанды оружия (в рамках миссии UNIFIL);
- 2008 — по настоящее время: Патруль прибрежных вод Сомали в рамках операции ATLANTA (противодействие пиратам);
- 2012 — по настоящее время: Миссия НАТО по защите турецко-сирийской границы зенитными комплексами «Пэтриот».

25 октября 2022 года New York Times рассказал об изоляции среди стран ЕС, в которой оказалась Германия из-за относительно умеренной позиции по конфликту на Украине и односторонним решениям в области энергетической политики. Издание рассказало, что совместная конференция Германии и Франции была отложена с октября 2022 года на январь 2023 года из-за острых разногласий по поводу энергетики, закупок оружия, коллективного европейского долга и Украины. По оценке Яны Пульерин, директора берлинского офиса Европейского совета по международным отношениям, Германия перестала быть командным игроком в пользу собственных интересов. Отношения с Польшей и странами Балтии, декларирующими более жёсткую позицию в отношении Украины она охарактеризовала как враждебные.

## Вооружённые силы

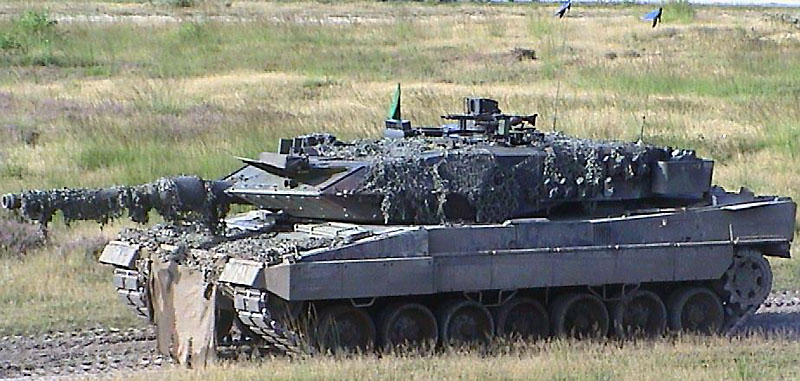
Основной боевой танк «Леопард-2»

Германия — одна из самых активных стран НАТО, имеющая собственные военные разработки, обеспечивающая военно-политический альянс во время всех миротворческих операций (Афганистан, Сербия, Македония, Косово, Сомали и так далее) значительной долей личного состава. Немецкие войска также входили в состав многонациональных сил ООН в Центральной и Западной Африке.
С 2000 года зарубежные операции бундесвера ежегодно обходятся бюджету страны примерно в 1,5 млрд евро.
10 ноября 2004 министр обороны Германии Петер Штрук обнародовал планы реформирования вооружённых сил, согласно которым численность военнослужащих и гражданских лиц, занятых в обслуживании частей бундесвера, сократится на треть (будут уволены 35 тыс. военнослужащих и 49 тыс. гражданских лиц), а 105 постоянных военных гарнизонов на территории Германии будут распущены.
Наряду с сокращением проведены реформы системы комплектования армии и основных принципов её применения.
С 1 июля 2011 года обязательный воинский призыв в армию Германии прекращён. Таким образом, бундесвер перешёл к полностью профессиональной армии.
Реформа принципов применения армии означает сокращение опорных пунктов бундесвера в общей сложности с 600 до 400. В первую очередь это коснётся баз сухопутных сил на территории страны. Министерство обороны не видит смысла в том, чтобы содержать в границах Германии тяжело вооружённые части. Поскольку районом возможных операций бундесвера теперь считается весь мир, то принято решение, что правильнее будет содержать военные базы за пределами Германии, на территории вошедших в НАТО стран Восточной Европы, куда вскоре будут передислоцированы главные ударные группировки НАТО.

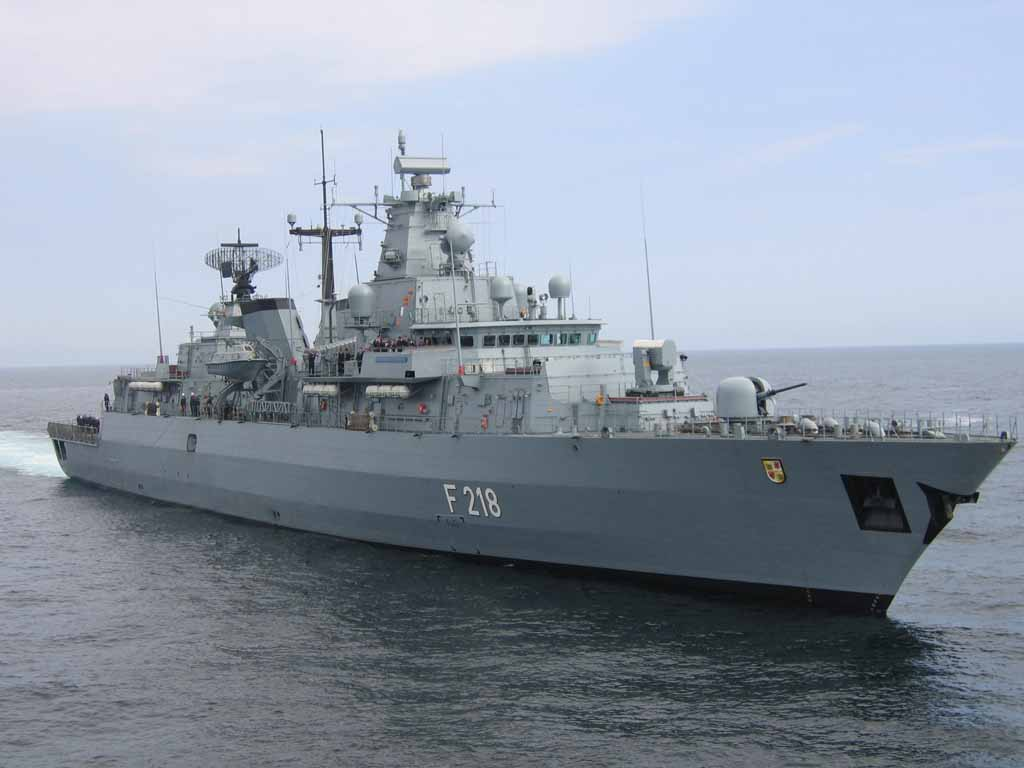
Фрегаты типа «Бранденбург»

При этом меняется терминология — здесь предполагается разместить не «военные базы», а «опорные пункты быстрого развёртывания» и «зоны сотрудничества в области безопасности», то есть плацдармы, которые станут основой для «быстрого развёртывания вооружённых сил против террористов и враждебных государств».
В ходе реформы к 2010 году германские войска были поделены на 3 типа:
- базовые силы (170 тыс.), расквартированные в Германии и состоящие из подразделений управления, служб тыла и обеспечения;
- силы быстрого реагирования (55 тыс. человек), которые предназначаются для ведения боевых действий в любой точке земного шара;
- миротворческий контингент (90 тыс.).

Ещё 10 тыс. военнослужащих составят экстренный резервы под непосредственным управлением главного инспектора бундесвера. В каждый из трёх корпусов войдут подразделения сухопутных, военно-воздушных, военно-морских сил, объединённых сил обеспечения и медико-санитарной службы.
На вооружение армии в связи с вышеуказанным больше не будут закупаться тяжёлая бронетехника и артиллерийские системы. Это связано с требованиями повышенной мобильности, предъявляемыми к силам быстрого реагирования. В то же время Германия закупит 180 боевых самолётов многоцелевого использования Eurofighter Typhoon.
Орган координации силовых ведомств — Федеральный совет безопасности (Bundessicherheitsrat), состоящий из канцлера, начальника канцлерского аппарата, министров иностранных дел, внутренних дел, обороны, финансов, экономики и юстиции.

## Правовая система
- Орган конституционного надзора — Федеральный конституционный суд (нем. Bundesverfassungsgericht, BVerfG), органы конституционного надзора земель — конституционные суды правосудия (Verfassungsgerichtshof) (в Тюрингии, Северном Рейне — Вестфалии, Рейнланд-Пфальц, Саар, Саксония, Бавария, Берлин), земельные конституционные суды (Landesverfassungsgericht) (в Саксонии-Анхальт, Шлезвиг-Гольштейн, Мекленбург-Передня Померания), государственные суды правосудия (Staatsgerichtshof) (в Баден-Вюртемберге, Бремене, Гессен, Нижняя Саксония), конституционные суды (Verfassungsgericht) (Бранденбург, Гамбург).
- Высшая судебная инстанция в уголовной и гражданской юстиции — Федеральный верховный суд (нем. Bundesgerichtshof, BGH) в Карлсруэ. На ступень ниже находятся высшие земельные суды (нем. Oberlandesgericht, далее земельные суды нем. нем. Oberlandesgericht и низшее звено судебной системы — участковые суды(нем. Amtsgericht).
- Высшая судебная инстанция административной юстиции — Федеральный административный суд (нем. Bundesverwaltungsgericht, BVerwG) в Лейпциге, суды апелляционной инстанции административной юстиции — верховные административные суды (Oberverwaltungsgericht) в Баден-Вюртемберге, Баварии и Гессене — административные суды правосудия (Verwaltungsgerichtshof), суды первой инстанции административной юстиции — административные суды (Verwaltungsgerichte).
- Высшая судебная инстанции трудовой юстиции — Федеральный суд по трудовым делам (нем. Bundesarbeitsgericht, BAG), суды апелляционной инстанции трудовой юстиции — земельные трудовые суды (Landesarbeitsgericht), суды первой инстанции трудовой юстиции — трудовые суды (Arbeitsgerichte).
- Высшая судебная инстанция социальной юстиции — Федеральный социальный суд (нем. Bundessozialgericht, BSG), суды апелляционной инстанции социальной юстиции — земельные социальные суды (Landessozialgericht) (по одному на каждую землю, исключения — Бранденбург и Берлин, а также Нижняя Саксония и Бремен имеют общий земельный социальный суд), суды первой инстанции социальной юстиции — социальные суды (Sozialgerichte).
- Высшая судебная инстанция финансовой юстиции — Федеральный финансовый суд (нем. Bundesfinanzhof, BFH) в Мюнхене, земельные финансовые суды — финансовые суды (Finanzgericht).
- Также есть суд по делам авторских прав — Федеральный патентный суд (Bundespatentgericht), суд по делам служебной дисциплины — Дисциплинарный суд Севера (Truppendienstgericht Nord).
- Большая часть судебных разбирательств находится в ответственности земель. Федеральные суды в основном занимаются пересмотром дел и проверяют решения судов земель на предмет формальной законности.
- Органы прокурорского надзора — Генеральный прокурор при Верховном суде Германии (нем. Generalbundesanwalt beim Bundesgerichtshof, GBA), генеральные прокуроры земель, прокуроры земских судов.

Каждая федеральная земля имеет свою конституцию.

## Экономика

Динамика ВВП в странах Большой восьмёрки в 1992—2009 годах, в процентах от уровня 1992 года

Германия не обладает большими запасами каких-либо полезных ископаемых. Редкое исключение из этого правила, распространяющегося и на весь центральноевропейский регион, — уголь, как каменный (Рурский бассейн), так и бурый.
Экономика Германии сконцентрирована преимущественно на секторе промышленного производства и сфере услуг.
Основу экономики (от 70 % до 78 % (2011), в разные годы) составляют услуги, 23—28 % — производство. Также развито производство товаров, машин и различного оборудования, которые составляют значительную часть немецкого экспорта.
Агросектор составляет 0,5-1,5 % ВВП, в котором занято такое же количество экономически активного населения страны.
С уровнем ВВП 2,811 триллиона долларов (по ППС) Германия в 2009 году находилась на пятом месте в мире (после США, Китая, Японии и Индии). Кроме того, ФРГ занимает одно из лидирующих мест в мире по объёмам экспорта. По уровню жизни страна занимает 6 место в мире, согласно индексу человеческого развития.
- Доля Германии в мировом ВВП — 3,968 %
- Доля Германии в ВВП стран Евросоюза — почти 30 %
- ВВП на душу населения — примерно 40 тыс. долларов
- Дефицит государственного бюджета на 2006 год — 1,7 %
- Дефицит государственного бюджета за 2010 год — 4,2 %
- Дефицит государственного бюджета за 2011 год — 0,8 %
- Профицит государственного бюджета за 2012 год — 0,1 %[98]
- Профицит государственного бюджета за 2013 год — 300 млн евро
- Государственные расходы в Германии составляют до 50 % ВВП страны.
- На предприятия малого и среднего бизнеса в Германии приходится примерно 70 % рабочих мест и 57 % произведённого ВВП.
- В общем ВВП на промышленность приходится — 38 %, на сельское хозяйство — 2 %, на сферу услуг — 60 %.
- Теневой сектор экономики равен приблизительно 15 % от ВВП

В 1994 году экономику страны сильно потрясла афера торговца недвижимостью Юргена Шнайдера, когда его строительная корпорация оказалась не способной к оплате своих колоссальных долгов.
Согласно официальным данным, в 2011 году среднее число безработных Германии составляло 3,0 млн (7 % трудоспособного населения Германии).

### Сельское хозяйство
Германия обладает высокопроизводительным сельским хозяйством.
По объёму сельскохозяйственного производства, производства зерна и продукции животноводства Германия уступает лишь Франции, а по производству молока занимает первое место в рамках ЕС.
Германия — страна преимущественно мелких семейных ферм. Эффективность сельскохозяйственного производства в Германии существенно выше среднего уровня по ЕС. Вместе с тем ФРГ отстаёт по средней урожайности кукурузы и сахарной свёклы.
В агропромышленном комплексе сельское хозяйство играет подчинённую роль.
Около 70 % товарной продукции сельского хозяйства даёт животноводство.
Скотоводство — основная отрасль животноводства в Германии, оно даёт более 2/5 всей товарной продукции сельского хозяйства, причём основная часть приходится на молоко (около ¼)(?). Второе место по значению занимает свиноводство. Самообеспеченность страны по молоку и говядине систематически превышает 100 %, но по свинине составляет менее 4/5.
Скотоводство молочно-мясного направления наиболее характерно для хорошо увлажняемых приморских, альпийских и предальпийских районов, богатых лугами и пастбищами, а также для периферии городских агломераций. Из-за довольно холодной зимы распространено стойловое содержание скота. Свиноводство развито повсеместно, но особенно в районах, близких к портам ввоза импортных кормов, районам возделывания сахарной свёклы, картофеля и кормовых корнеплодов.
Бройлерное производство, производство яиц, телятины, а также свиноводство концентрируются в крупных животноводческих хозяйствах, размещение которых мало зависит от природных факторов.
Из общего производства зерна в Европейском союзе на Германию приходится несколько более 1/5, но выделяется она главным образом производством ржи (3/4 сбора), овса (около 2/5) и ячменя (более ¼). С районами посевов пшеницы во многом совпадают ареалы возделывания сахарной свёклы.
Кормовых культур значительно больше, чем продовольственных, так как большое количество кормового зерна, особенно кукурузы, импортируется. Тем не менее, страна занимала (2012 год) седьмое место в мире по экспорту пшеницы (6,2 млн тонн).
Из кормовых зерновых наиболее велико значение ячменя; некоторые сорта ярового ячменя выращиваются специально для использования при производстве пива, считающегося в Германии национальным напитком (потребление на душу населения — около 145 л в год). Крупнейший в мире ареал хмелеводства Халлертау расположен в Баварии.
Большое значение имеет выращивание кормовых корнеплодов (кормовой свёклы и др.), кукурузы на зелёный корм и силос, люцерны, клевера и других кормовых трав. Из масличных наибольшее значение имеет рапс, посевы которого более чем в 10 раз превышают посевы подсолнечника.
В районах с высоким естественным плодородием почв главными культурами являются пшеница, ячмень, кукуруза и сахарная свёкла. Более бедные почвы Северо-Германской низменности и средневысотных гор традиционно используются под посевы ржи, овса, картофеля и естественные кормовые культуры. Традиционный характер немецкого сельского хозяйства существенно изменил технологический прогресс. Сегодня ценятся больше так называемые лёгкие почвы, ввиду их пригодности к машинной обработке, с использованием искусственных удобрений; например, кукуруза теперь широко возделывается и на Северогерманской низменности, где она вытесняет картофель.
Тёплый климат речных долин, межгорных котловин и низменностей юго-западной Германии благоприятствует возделыванию таких культур, как табак и овощи; последние выращивают также в зоне приэльбских маршей ниже Гамбурга и в районе Шпревальда к югу от Берлина. Фруктовые насаждения особенно характерны для горных склонов Южной Германии, низовьев Эльбы под Гамбургом, района Хафельских озёр около Потсдама и окрестностей Галле. Своими садами славятся долины Верхнего Рейна, Майна, Неккара и Нижней Эльбы.
Виноградарство превосходит, по товарной продукции, плодоводство и овощеводство, вместе взятые. Виноградники расположены в основном в долинах Рейна, Мозеля и других рек южной Германии, а также в долине Эльбы под Дрезденом.

### Промышленность

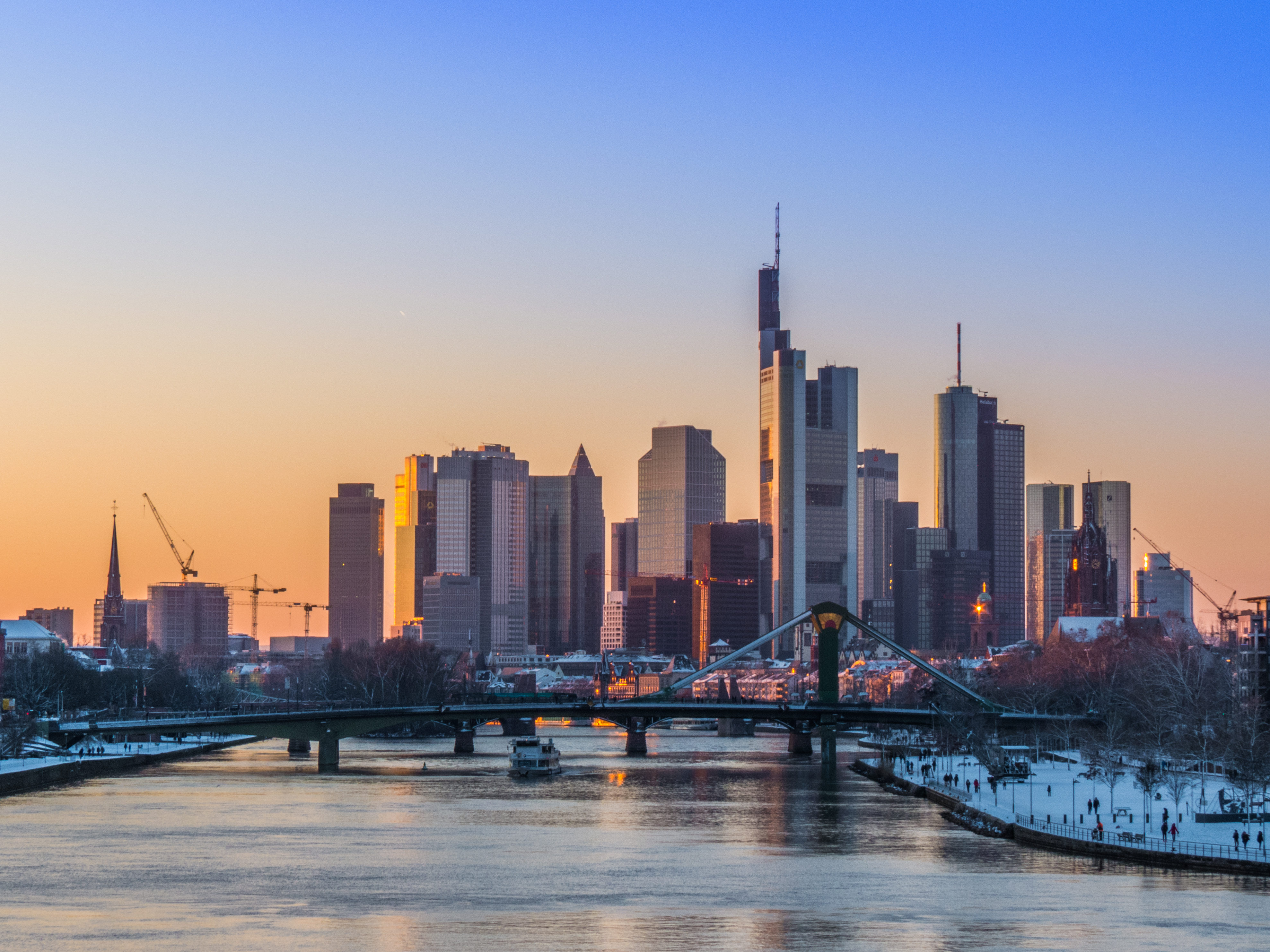
Франкфурт-на-Майне является одним из крупнейших транспортных и финансовых центров Европы

Основными отраслями промышленности являются машиностроительная, электротехническая, химическая, автомобильная и судостроительная, каменноугольная.
Доказанные запасы бурого угля в Германии составляли 40,5 млрд тонн. В основном, они сосредоточены в федеральных землях Северный Рейн — Вестфалия, Бранденбург и Саксония.
| Год                 | 2010  | 2011  | 2012  | 2013  | 2014  | 2015  |
| ------------------- | ----- | ----- | ----- | ----- | ----- | ----- |
| Всего (млн тонн)    | 182,3 | 188,6 | 196,2 | 190,6 | 185,8 | 184,3 |
| Каменный (млн тонн) | 12,9  | 12,1  | 10,8  | 7,6   | 7,6   | 6,2   |
| Бурый (млн тонн)    | 169,4 | 176,5 | 185,4 | 183,0 | 178,2 | 178,1 |

### Инфраструктурные отрасли

#### Энергетика
В 2002 году Германия была крупнейшим в Европе потребителем электроэнергии (512,9 тераватт-часов). Правительственная политика подразумевает сохранение невозобновляемых источников и использование энергии из возобновляемых источников, таких как солнечная энергия, энергия ветра, биомасса, гидроэнергетика и геотермальная энергия. Также развиваются энергосберегающие технологии. Правительство Германии планирует, что к 2050 году половина потребности в электроэнергии будет покрываться за счёт энергии из возобновляемых источников.
Соотношение основных источников энергии в производстве электричества Германии в 2018 году: 40,4 % — ВИЭ (ветроэнергетика — 20,4 %, гидроэнергетика — 3,1 %, биоэнергетика — 8,3 %, солнечная энергетика — 8,4 %), 24,1 % — бурый уголь, 13,5 % — каменный уголь, 13,3 % — ядерная энергия, 7,7 % — газ.
В 2000 году правительство и германская атомная промышленность объявили о выводе из эксплуатации всех атомных электростанций к 2021 году.
В 2010 году правительство отказалось от планов предыдущего кабинета остановить атомные электростанции страны до 2021 года и решило продлить работу АЭС до 2030-х годов.
«Из-за донкихотской политики в области энергетики счёта за электричество для домохозяйств в Германии на 40 % выше, чем в среднем по Европе», — отмечал «The Economist» в июне 2013 года. Член совета директоров крупнейшей энергетической компании в Германии корпорации EON Леонард Бирнбаум, в январе 2014 года отмечал, что расходы граждан Германии на электроэнергию находятся на «тревожно высоком уровне».

#### Транспорт

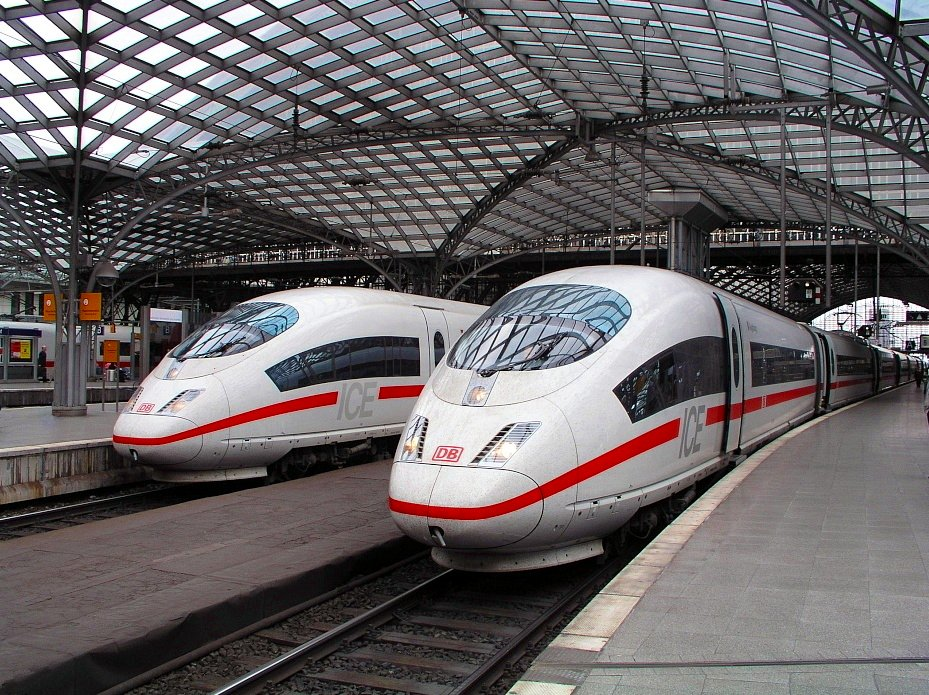
Скоростной поезд ICE на кёльнском вокзале

Основу транспортной системы составляют железные дороги, перевозящие в год около 2 млрд пассажиров. Их протяжённость — более 39 тыс. км. Некоторые дороги приспособлены для движения высокоскоростных поездов Intercity-Express.
На начало 2003 года в Германии было зарегистрировано 53 млн автомобилей (в том числе легковых). Автодороги всех классов составляют более 230 тыс. км., автобаны — около 12 тыс. км.
Торговый флот Германии насчитывает 2200 современных морских судов.

### Оборона
Вторжение России на Украину привело к радикальному изменению оборонной политики Германии. На чрезвычайном заседании парламента 27.02.2022 канцлер Германии Олаф Шольц объявил о дополнительном выделении $113 млрд на нужды армии. Он также сообщил, что Германия начинает прямые поставки оружия на Украину. Наблюдатели отмечают, что Владимиру Путину удалось добиться того, на что НАТО потратила многие годы: массивного увеличения оборонных расходов Германии
.

## Социальная политика
Социальная политика направлена на максимальное смягчение неравенства среди слоёв населения. Производится путём повышения налогообложения зажиточных граждан и распределения благ среди малообеспеченных жителей.
Ряд законов направлен на поддержку автономии каждого человека в пределах страны, на предоставление ему возможности самостоятельно строить свою жизнь.
Государство ставит своей первоочередной целью помочь и поддержать человека в его начинаниях и обеспечить ему достижение социального благополучия.

### Принцип профессиональной солидарности
Создаются страховые фонды, управляемые на равноправных началах работниками и работодателями. В эти фонды поступают отчисления из зарплаты в соответствии с «принципом страхования». Система устанавливает жёсткую связь между уровнем социальной защиты и успешностью и длительностью трудовой деятельности. Эта модель предполагает развитие системы пособий по социальному страхованию, дифференцированных по видам трудовой деятельности. В отличие от социал-демократической модели корпоративная модель базируется на принципе личной ответственности каждого члена общества за свою судьбу и положение близких. Поэтому здесь самозащита, самообеспечение играют существенную роль.

### Принцип перераспределения
Этот принцип применяется по отношению к незначительной части малообеспеченных слоёв общества. Социальная помощь оказывается независимо от сделанных ранее взносов и финансируются из налоговых поступлений в государственный бюджет. Право на получение такой помощи принадлежит лицам, имеющим особые заслуги перед государством, например, государственным служащим или жертвам войны.

### Принцип вспомоществования
Этот принцип является непременным элементом системы социальной защиты, поскольку предыдущие принципы не учитывают все страховые риски. Согласно принципу вспомоществования, социальную помощь может получить каждый нуждающийся в необходимом для него объёме, если у него нет возможности самостоятельно поправить своё материальное положение.

### Профсоюзы
Среди европейских моделей социального партнёрства одной из самых успешных и стабильных является германская.
Формирование системы социального партнёрства в Германии берёт своё начало в конце XIX века. Важную роль в Германии играют традиции взаимодействия социальных партнёров, опыт бесконфликтного решения проблем, высокой гражданской сознательности. К середине XX века была разработана система, включавшая страхование от безработицы, государственные меры по содействию занятости, переговорный механизм между профсоюзами и союзами работодателей (тарифная автономия) и тому подобное.
«Германская» модель предусматривает заключение большого количества отраслевых соглашений, что практически нейтрализует переговоры на уровне предприятия. Согласно Основному закону «Федеративная Республика Германия является демократическим и социальным государством» и путём принятия соответствующих законов государство в значительной степени определяет рамочные условия в области социально-трудовых отношений.
Итак, Государство способствует созданию необходимых условий для разрешения конфликтов, и законодательно распространяет коллективные договоры на «неюнизированных» занятых.
Трудовое законодательство Германии также находится на высоком уровне развития. Одной из особенностей германских профсоюзов является то, что на предприятиях Германии нет первичной профсоюзной организации, а есть представитель профсоюза. Он состоит в производственном совете предприятия. Производственный совет предприятия налаживает контакты между администрацией и профсоюзами. В отношениях между работодателями и работниками эти советы не имеют права вставать на чью-либо сторону. Они не могут организовывать забастовки, и призваны отстаивать интересы компании в целом. Такие производственные советы есть во всех отраслях экономики.
В Германии 85 % всех рабочих, являющихся членами каких-либо профсоюзов, входят в Объединение немецких профсоюзов.
Объединение немецких профсоюзов — самая крупная (6,6 млн членов) и влиятельная профсоюзная организация Германии, созданная ещё в 1949 году.
Объединение Немецких профсоюзов представляет интересы рабочих в частном и общественном секторе, служащих и чиновников. Оно состоит из восьми отраслевых профсоюзов:
- Промышленный профсоюз «Строительство-Аграрное хозяйство-Экология» (IG Bauen-Agrar-Umwelt);
- Промышленный профсоюз «Горное дело, Химическая промышленность, Энергетика» (IG Bergbau, Chemie,Energie);
- Профсоюз «Воспитание и Наука» (Gewerkschaft Erziehung und Wissenschaft);
- Промышленный профсоюз «ИГ Металл» (IG Metall);
- Профсоюз «Питание-Деликатесы-Рестораны» (Gewerkschaft Nahrung-Genuss-Gaststätten);
- Профсоюз Полиции (Gewerkschaft der Polizei);
- Профсоюз Железнодорожников TRANSNET
- Объединённый профсоюз работников сферы услуг (Verdi)

В своей программе Объединение германских профсоюзов придерживается идеи социальной солидарности, то есть выступает за справедливое распределение рабочих мест и доходов, социальных субсидий, льготы, развитие фондов накопления, борьбу с безработицей, равные шансы на успех независимо от происхождения, цвета кожи и пола — доля женщин в ОНП — 31,9 %.
В экономике ОНП поддерживают концепцию социальноориентированной рыночной экономики, отвечающей интересам сложившихся общественных структур.
ОНП является членом Европейской профсоюзной конфедерации, Международной конфедерации свободных профсоюзов, Совещательного комитета при ОЭСР и представляет германское профсоюзное движение в ЕС, ООН, МВФ, ВТО и МОТ.
Их лозунг — «Сохранить социальное государство через реформу». Среди других приоритетов можно назвать развитие инфраструктуры и государственного сектора коммунальных услуг, поддержание высокого качества жизни. Особая роль в этом, по мнению ОНП, принадлежит государству: активное государственное вмешательство служит гарантом социального порядка и справедливости.
ОНП выступают против всеобщей приватизации и дерегуляции и призывают к перераспределению ответственности по регулированию рынков между профсоюзами и государством. Необходимо ограничить приватизацию, чтобы граждане не расплачивались за ошибки государства, связанные с продажей в частные руки высокодоходных бизнес-сфер.
Государственный сектор должен также решать вопросы экологии и задавать нормы в экономической и социальной сферах.
Особо подчёркивается роль местного самоуправления в общественной жизни как формы участия граждан в политике.
Создание рынка доступного жилья, учитывающего возможности людей с низкими доходами, — одна из основных задач государственного «социального строительства».
Ключевые задачи социальной политики:
- Гарантия возможностей трудоустройства
- Предотвращение бедности и связанной с ней социальной изоляции
- Интеграция инвалидов, предотвращение их социальной и профессиональной изоляции
- развитие доступного здравоохранения, поддержка семьи, школьного образования.
- защита пожилых, развитие системы фондов социального страхования (фонды накопления), повышение социальных выплат (увеличение федеральных пенсионных субсидий), льготы, фонды накопления, борьба с безработицей.

#### Германский союз чиновников и тарифный союз
«Близость — наша сила» — утверждает о себе Германский союз чиновников. DBB представляет тарифно-политические интересы служащих государственного сектора и частного сектора. Профсоюз насчитывает более 1,25 млн членов. Этот профсоюз поддерживают 39 других профсоюзов и 16 государственных организаций.
Название недавней программы профсоюза — «Вызовы будущего — создавая возможности». DBB заявляет, что для него «Люди на первом плане», и призывает к борьбе с сокращением рабочих мест. Профсоюз позиционируют себя как объединение реформаторов. «Реформы не через экономию средств… Прежде всего, права людей. Важен каждый индивид». DBB, как и ОНП, выступает за равные возможности для всех, особенно в вопросах гендерного равенства (например, в DBB состоят 320 000 женщин и 150 000 представителей молодёжи в возрасте 16—27 лет).
DBB выражает озабоченность наметившимся дефицитом государственного финансирования.
В 2003 году Конгресс Союза в Лейпциге DBB представил программу «Реформистская модель XXI века». В ней содержатся предложения по долгосрочной, дружественной по отношению к гражданам реконструкции государственного управления.
DBB предлагает «новую модель карьеры»:
- В соответствии с образованием и опытом каждый может занять подобающий пост
- Гибкий график работы
- Реформа трудового законодательства о зарплате и рабочем времени
- Против лозунгов типа «увеличим рабочие часы, откажемся от государственных праздников»
- Сохранение рабочих мест для рабочих и служащих
- Защита доходов населения в соответствии с экономической ситуацией в стране
- Распространение условий труда западногерманских земель на восточногерманские (высокая зарплата, социальные гарантии, фиксированная рабочая неделя и т. п.)
- Организация работы служащих в соответствии со способствующим успеху и производительности труда должностным правом
- Оплата, соотнесённая с производительностью труда
- Автономия в переговорах по поводу повышения зарплаты и всесторонних трудовых договоров во всей стране
- Высокопроизводительное и гуманное управление принятыми на работу служащими[112].

Профсоюз тесно сотрудничает с ЕС в вопросах трудового законодательства. В 1991 году DBB участвовали в создании Европейской конфедерации профсоюзов (8 млн членов).

#### Ассоциация Христианских профсоюзов Германии
Этот профсоюз представляет интересы религиозных работников и чиновников. Ассоциация Христианских профсоюзов Германии (CGB) — третье по величине объединение профсоюзов в ФРГ. Под его началом работают 16 отдельных тарифных переговорных сторон самых различных отраслей, таких как железные дороги, гостиничное дело или сельское хозяйство. CGB выступает за распространение христианских ценностей на трудовую жизнь. В своей программе CGB подчёркивает, что CGB — добровольное объединение самостоятельных профсоюзов.
Основные приоритеты CGB:
- Реализация христианско-социальных ценностей в работе, экономике, государственной жизни и обществе
- Защита социально уязвимых слоёв населения, общественное единение.
- Свобода объединений/союзов в соответствии с Основным законом (рабочие могут выбирать любого представителя для защиты своих интересов)
- Поощрение профсоюзного плюрализма в Европе и ФРГ
- Права и свободы человека — главная ценность правового государства, против всех видов экстремизма

Профсоюз также выступает за развитие модели социальной рыночной экономики, сочетающей преимущества конкурентной экономики с социальной ответственностью. CGB призывает развивать социальное партнёрство работников и работодателей. Личная производительность — это основа для справедливой оценки работы. Особое внимание должно уделяться людям с ограниченной трудоспособностью.
Что касается христианских ценностей, воскресенье должно оставаться днём отдыха как важная основа христианского уклада жизни.
CGB выступает за минимальное государственное вмешательство в тарифную автономию. Задачей христианской социальной тарифной политики является обеспечение справедливого участия рабочих в общественном производстве.
Семья является основой общества, необходимо активизировать социальную политику по поддержке института семьи.
Сохранение и создание рабочих мест определяют тарифную политику CGB. CGB исключает политические забастовки как средство отстаивания интересов рабочих, и выступает в защиту прав рабочих в участии управлении предприятием и за справедливую налоговую систему, «нагружающую все общественные группы соответственно их платёжеспособности».
Расширение Европейского сообщества ставит ФРГ перед большими вызовами, прежде всего в экономической и социальной политике. CGB выступает за выравнивание условий жизни всех стран ЕС с учётом особенностей государств-членов.

#### Объединённый профсоюз работников сферы обслуживания
Насчитывает свыше 2 млн членов. Представительство наёмных работников было вызвано к жизни в 2001 г. путём слияния пяти отдельных профсоюзов из сфер экономики: финансовые услуги, муниципальные службы, логистика, торговля и СМИ.
Состоит из 13 отраслевых подразделений и обширных сетевых организаций.

### Союзы местных самоуправлений
- Немецкий союз городов и общин (Deutscher Städte- und Gemeindebund), создан в 1973 году путём объединения Конгресса немецких общин (Deutscher Gemeindetag) и Союза немецких городов (Deutschen Städtebund)
- Конгресс немецких городов (Deutscher Städtetag)
- Немецкий конгресс сельских районов (Deutscher Landkreistag)
- Конгресс баварских округов (Bayerischer Bezirketag)

## Здравоохранение

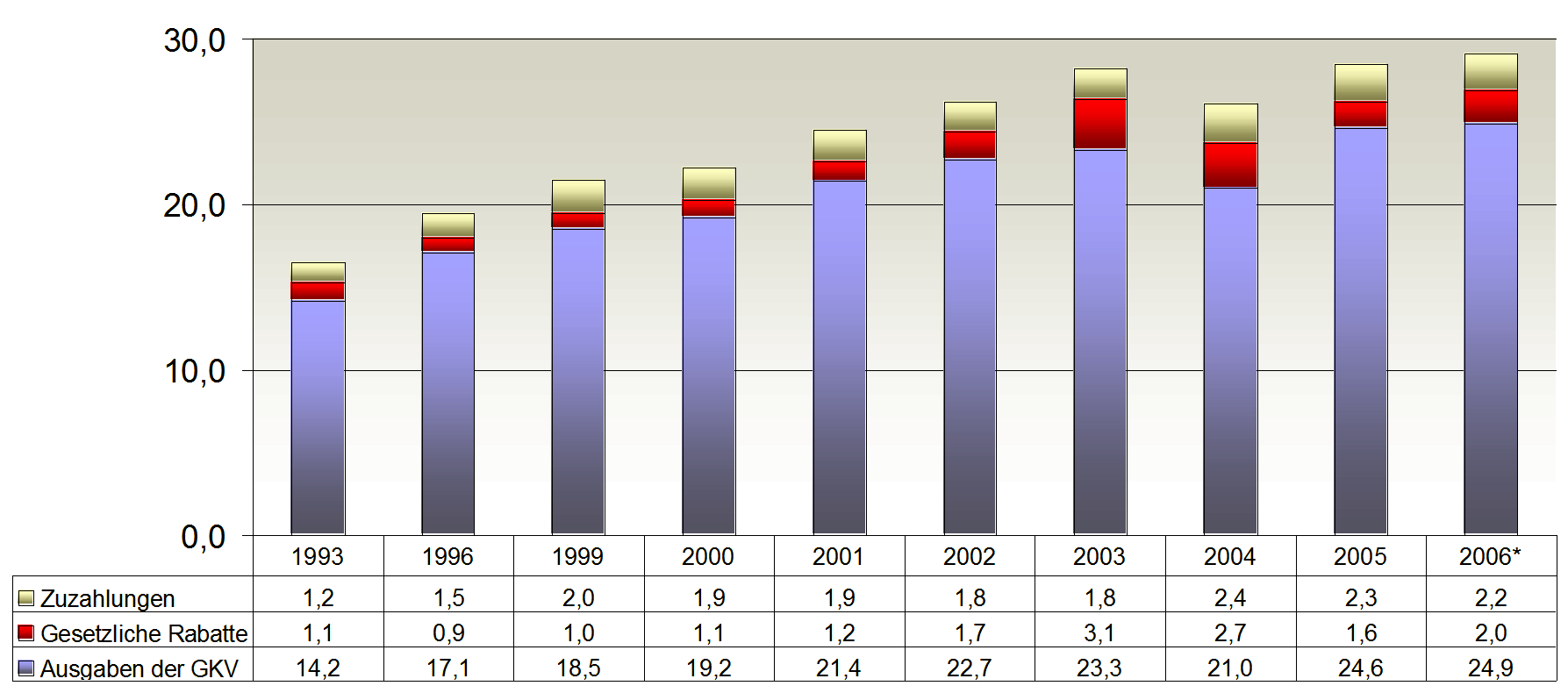
Расходы немецких больничных касс 1993—2006

После воссоединения в 1991 году в ГДР были закрыты обычные поликлиники и преобразованы в кабинеты врачей. Государственные органы здравоохранения не играют абсолютно никакой роли в сфере здравоохранения за исключением бедствий и катастроф. Все университетские больницы (клиники) со стационарным лечением остались в руках государства. Для обеспечения финансирования немецкие больницы заключают контракты со страховыми компаниями, а также получают государственные инвестиционные субсидии из налоговых поступлений. Таким образом, обеспечивается двойное финансирование, которое полностью отделено от финансирования врачебных кабинетов (праксисов). Многочисленные реформы законодательства в области здравоохранения пытались предотвратить угрозу надвигающегося двойного финансирования дорогостоящей инфраструктуры (например: приобретение медицинского оборудования).

## Образование
Берлинский университет Гумбольдта.

## Культура

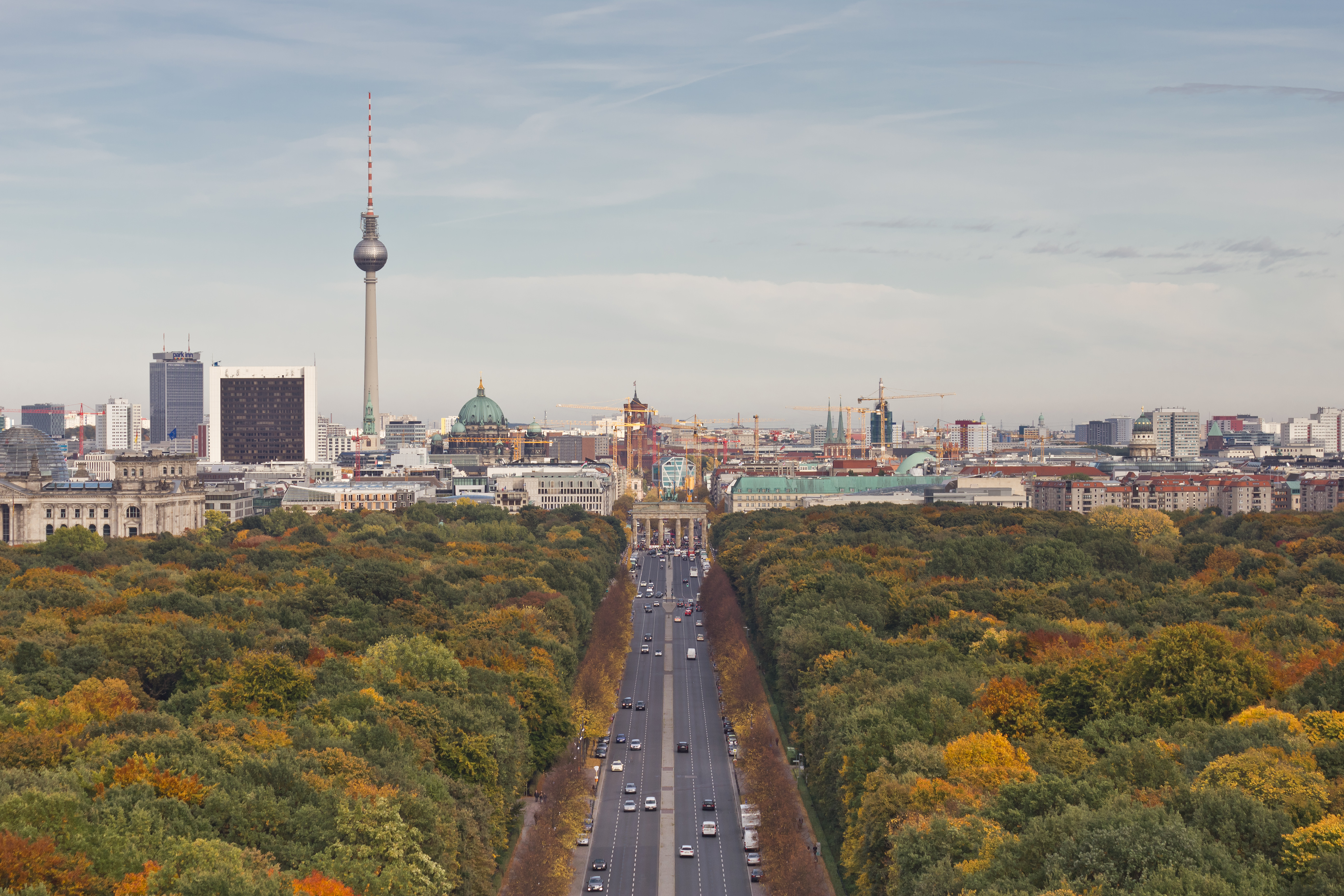
Берлин является одним из важнейших научных и культурных центров

Культура Германии включает в себя культуру как современной Федеративной Республики Германия, так и народов, составляющих современную Германию, до её объединения: Пруссия, Бавария, Саксония и др. Более широкая трактовка «немецкая культура» включает в себя также культуру Австрии, которая политически независима от Германии, но населена немцами и принадлежит к той же культуре. Немецкая (германская) культура известна с V в. до н. э.
Для современной Германии характерно многообразие культуры, здесь нет централизации культурной жизни и культурных ценностей в одном или нескольких городах — они рассредоточены буквально по всей стране: наряду с известными Берлином, Мюнхеном, Веймаром, Дрезденом или Кёльном имеется множество небольших, не так широко известных, но культурно значимых мест: Ротенбург-об-дер-Таубер, Наумбург, Байройт, Целле, Виттенберг, Шлезвиг и т. д. В 1999 насчитывалось 4570 музеев, причём их число растёт. В год на них приходится почти 100 млн посещений. Наиболее известные музеи — Дрезденская картинная галерея, Старая и Новая пинакотеки в Мюнхене, Германский музей в Мюнхене, Исторический музей в Берлине и многие другие. Немало также музеев-дворцов (наиболее известный — Сан-Суси в Потсдаме) и музеев-замков.

### Спорт

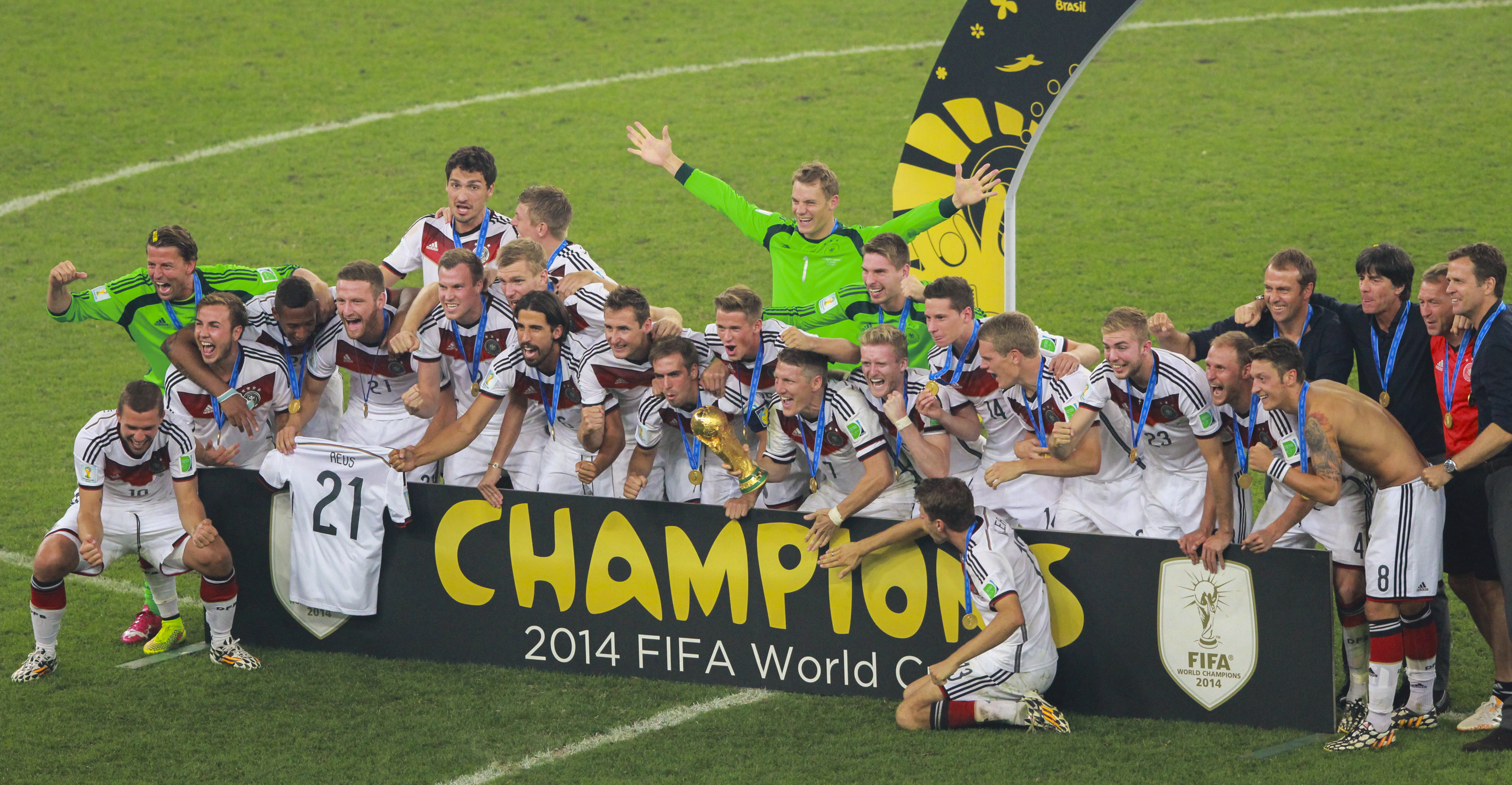
Сборная Германии по футболу — чемпион мира 2014 года

В Германии достаточно хорошо развиты физическая культура и спорт. По данным Немецкой Олимпийской Спортивной Конфедерации (DOSB), в 2009 году около 25—30 % населения Германии (24—27 миллионов человек) являлись членами различных спортивных организаций. Ежегодно число занимающихся спортом в стране увеличивается на 5—6 %.
Сборная Германии по футболу является одной из сильнейших и самых успешных команд мира: в её активе 12 медалей чемпионатов мира (4 золотых, 4 серебряных и 4 бронзовых), 8 медалей чемпионатов Европы (3 золотых, 3 серебряных и 2 бронзовых) и 2 медали Кубка конфедераций (1 золотая и 1 бронзовая).
Также в Германии весьма популярен большой теннис. Немецкие представители этого вида спорта Борис Беккер и Штеффи Граф сумели добиться большой известности в мире. Также Граф на данный момент является единственной в истории теннисисткой, выигравшей Золотой Большой Шлем. К тому же, она дольше всех удерживала статус сильнейшей теннисистки в мире, а в 2000 году была признана в Германии спортсменкой столетия.
Не менее популярен в Германии и автоспорт. Немецкий гонщик и участник Формулы-1 Михаэль Шумахер стал первым в истории семикратным чемпионом мира, а также является одним из самых успешных и известных гонщиков планеты.
Биатлон в Германии также достаточно известен. Представительница Германии в этом виде спорта Магдалена Нойнер является двукратной олимпийской чемпионкой, трёхкратной обладательницей Кубка мира и единственной в мире двенадцатикратной чемпионкой мира по биатлону.

### Праздники
В Германии существуют государственные и церковные праздники. Одни праздники являются выходными во всей стране, другие — только в некоторых федеральных землях, регионах, и даже только в отдельном городе (Augsburger Friedensfest).
Некоторые знаменательные даты не являются праздниками в прямом смысле слова, но связаны с важными событиями немецкой истории.
| Русское название                    | Местное название          | Число            | BW | BY | BE | BB | HB | HH | HE | MV | NI | NW | RP | SL | SN | ST | SH | TH |
| ----------------------------------- | ------------------------- | ---------------- | -- | -- | -- | -- | -- | -- | -- | -- | -- | -- | -- | -- | -- | -- | -- | -- |
| Новый год                           | Neujahr                   | 1 января         | X  | X  | X  | X  | X  | X  | X  | X  | X  | X  | X  | X  | X  | X  | X  | X  |
| Богоявление (Праздник трёх волхвов) | Heilige Drei Könige       | 6 января         | X  | X  |    |    |    |    |    |    |    |    |    |    |    | X  |    |    |
| Страстная пятница                   | Karfreitag                | подвижный апрель | X  | X  | X  | X  | X  | X  | X  | X  | X  | X  | X  | X  | X  | X  | X  | X  |
| Пасха                               | Ostern                    | подвижный        | X  | X  | X  | X  | X  | X  | X  | X  | X  | X  | X  | X  | X  | X  | X  | X  |
| Первое Мая                          | Tag der Arbeit            | 1 мая            | X  | X  | X  | X  | X  | X  | X  | X  | X  | X  | X  | X  | X  | X  | X  | X  |
| Вознесение Христово                 | Christi Himmelfahrt       | подвижный май    | X  | X  | X  | X  | X  | X  | X  | X  | X  | X  | X  | X  | X  | X  | X  | X  |
| Троица — День Святого Духа          | Pfingstmontag             | подвижный        | X  | X  | X  | X  | X  | X  | X  | X  | X  | X  | X  | X  | X  | X  | X  | X  |
| праздник тела Христова              | Fronleichnam              | подвижный        | X  | X  |    |    |    |    | X  |    |    | X  | X  | X  | 1) |    |    | 2) |
| Мир Аугсбурга                       | Augsburger Friedensfest   | 8 августа        |    | 3) |    |    |    |    |    |    |    |    |    |    |    |    |    |    |
| Успение Богородицы                  | Mariä Himmelfahrt         | 15 августа       |    | 5) |    |    |    |    |    |    |    |    |    | X  |    |    |    |    |
| День единства                       | Tag der Deutschen Einheit | 3 октября        | X  | X  | X  | X  | X  | X  | X  | X  | X  | X  | X  | X  | X  | X  | X  | X  |
| День Реформации                     | Reformationstag           | 31 октября       |    |    |    | X  |    |    |    | X  |    |    |    |    | X  | X  |    | X  |
| День всех святых                    | Allerheiligen             | 1 ноября         | X  | X  |    |    |    |    |    |    |    | X  | X  | X  |    |    |    |    |
| День покаяния и молитвы             | Buß- und Bettag           | подвижный        |    |    |    |    |    |    |    |    |    |    |    |    | 4) |    |    |    |
| Рождество 1-й день                  | 1. Weihnachtstag          | 25 декабря       | X  | X  | X  | X  | X  | X  | X  | X  | X  | X  | X  | X  | X  | X  | X  | X  |
| Рождество 2-й день                  | 2. Weihnachtstag          | 26 декабря       | X  | X  | X  | X  | X  | X  | X  | X  | X  | X  | X  | X  | X  | X  | X  | X  |

Многие праздники имеют длительную историю, основывающуюся на древних обрядах и религиозных праздниках. Ряд праздников отражён в календарях, как праздничный и потому нерабочий день. Общегерманскими праздниками являются Новый год (1 января); Пасха; День труда (1 мая); Вознесение; День Святой Троицы; День германского единства (3 октября); День святого Николая (6 декабря, нем. Nikolaustag); Рождество (25-26 декабря).
Кроме того, каждая земля и обладающая соответствующими полномочиями административная единица имеет право определять и местные праздники, как например Розенмонтаг (в Дюссельдорфе, Кёльне, Майнце, Нюрнберге), Богоявление, День Реформации и другие.

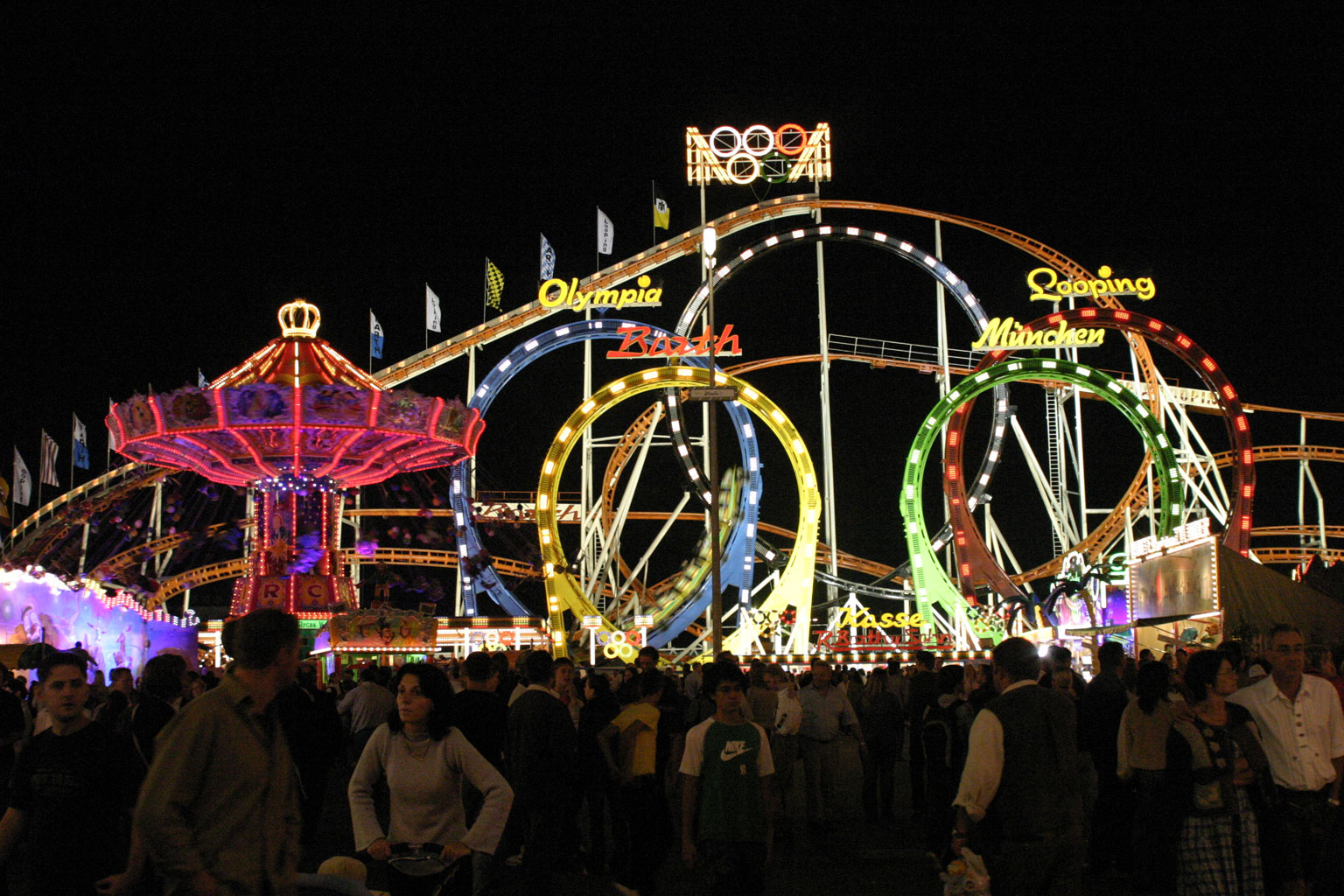
Октоберфест в 2005 году

Карнавалы и народные гуляния
- Октоберфест
- Вальпургиева ночь
- Парад любви
- M'era Luna Festival
- Wave-Gotik-Treffen
- Фестиваль Нибелунгов в Вормсе
- Кильская неделя

### СМИ

#### Пресса
Немецкий газетный рынок характеризуется небольшим количеством общенациональных газет и хорошо развитой местной прессой. Причиной такого развития рынка прессы стало то, что современный немецкий медиаландшафт уходит корнями в послевоенные годы, когда западные союзники, закрыв все существовавшие в нацистской Германии медиа, стали создавать свою систему СМИ, естественным образом сделав упор на развитии изданий внутри своих собственных оккупационных зон. Именно поэтому общенациональных газет в Германии сравнительно мало, и большинство из них появилось уже после 1949 года, то есть после прекращения формального оккупационного статуса Западной Германии и создания ФРГ.
Условно прессу Германии можно разделить на три категории:
- общенациональные газеты (распространяющиеся по всей территории страны);
- надрегиональные газеты (überregionale Zeitungen) — распространяющиеся более чем в одном регионе, но не по всей территории страны;
- местная печать — газеты одного региона, одного района, города и так далее.

#### Телевидение и радиовещание
Радиовещание ведётся с 1923 года. В 1923—1926 гг. радиовещание велось частными компаниями, в 1926—1933 гг. — акционерными обществами и обществами с ограниченной ответственностью участием Имперского министерства почт и земель и Имперским обществом радиовещания, контролировавшимся Имперским министерством почт, в 1933—1934 гг. — обществами с ограниченной ответственностью, контролировавшимися Имперским обществом радиовещания, и самим Имперским обществом радиовещания, в 1934—1945 гг. — Имперским обществом радиовещания, в 1945—1948 гг. радиостанциями оккупационных военных администраций, в 1948—1962 гг. — государственными учреждениями земель, в 1962—1984 гг. — государственными учреждениями земель и федеральным государственным учреждением «Немецкое радио», в 1984—1994 гг. — государственными учреждениями земель, федеральным государственным учреждением «Немецкое радио» и частными радиокомпаниями, с 1994 года — государственными учреждениями земель, государственной корпорацией «Дойчландрадио» и частными радиокомпаниями. В восточных землях радиовещание в 1948—1991 гг. велось центральными государственными учреждениями.
Телевещание в Германии ведётся с 1936 года, в 1936—1945 гг. оно велось Имперским обществом радиовещания, в 1952—1963 гг. — государственными учреждениями земель, в 1963—1984 гг. — государственными учреждениями земель и федеральным государственным учреждением «Второе германское телевидение», с 1984 года — государственными учреждениями земель, федеральным государственным учреждением «Второе германское телевидение» и частными телекомпаниями. В восточных землях в 1952—1991 гг. радиовещание велось центральным государственным учреждением «Телевидение ГДР».